# Vallée de Baïgorry
Pour les articles homonymes, voir Baïgorry.
La vallée de Baïgorry, est une vallée des Pyrénées où coule la Nive des Aldudes, un affluent de la Nive.
Isolée des grandes voies de communication, la vallée de Baïgorry a gardé un caractère vierge et elle est renommée pour la beauté de ses paysages et la qualité de ses productions gastronomiques. Elle bénéficie d'un micro-climat agréable qui favorise des éco-systèmes remarquables.

## Géographie

### Localisation

La vallée de Baïgorry, à la frontière avec l’Espagne.

L’acception actuelle de vallée de Baïgorry désigne un territoire situé au Pays basque français, dans le département des Pyrénées-Atlantiques en région Nouvelle-Aquitaine, à la frontière avec l'Espagne (communauté forale de Navarre). Elle correspond à l’actuel canton de Saint-Étienne-de-Baïgorry sans le pays d’Ossès, qui comprend en particulier Ossès, Bidarray et Saint-Martin-d'Arrossa. À l’est, la vallée est délimitée par la Nive d'Arnéguy et s’adosse au pays de Cize ; elle se prolonge au sud par le Pays Quint (Kintoa en basque ou Quinto Real en espagnol), qui s’enfonce dans le val d’Erro navarrais. L’appellation vallée de Baïgorry a représenté au Moyen Âge une zone plus large que celle reconnue au XXIe siècle, s’étendant plus au sud, en territoire espagnol.
Huit communes sont actuellement situées dans la vallée des Aldudes, Aldudes, Anhaux, Ascarat, Banca, Irouléguy, Lasse, Saint-Étienne-de-Baïgorry et Urepel.[réf. nécessaire]

### Relief et géologie

#### Le massif des Aldudes
La vallée de Baïgorry est située dans un massif ancien constitué de roches d’âge primaire datant de 550 à 250 millions d’années (MA). Le massif des Aldudes regroupe des montagnes aux crêtes sommitales très homogènes en altitude, dominées par les 1 570 mètres de l’Orzanzourièta. De nombreux sommets dépassent les 1 000 mètres, justifiant une vie pastorale traditionnelle avec un véritable estivage dans les vallées des Aldudes, du Baztan, d’Erro et le pays de Valcarlos. Les deux tiers des sommets s’élevant au sud-est de la ligne joignant Ardaza à Samoa, soit 23 cotes, pointent à une altitude comprise entre 1 180 et 1 285 mètres, avec une concentration de 14 d’entre eux entre 1 220 et 1 260 mètres. La limite méridionale du bloc paléozoïque suit d’est en ouest le parallèle de Roncevaux. Au nord-ouest, la ligne de partage des eaux entre les bassins versants de la Nive et de la Bidassoa suit le front de la cuesta permo-triasique du Baztan, constituée de grès roses. Cette configuration perdure vers le nord jusqu’au col d'Ispéguy ; les affleurements primaires se présentent alors plus resserrés jusqu’à la dépression tectonique de Cize-Baïgorry. Le massif des Aldudes s’achève au nord en ce point et domine vers l’est sur 11 km jusqu’à Saint-Michel, et par un escarpement de 700 à 900 mètres, la dépression de Cize.
Celle-ci, entre le col d’Oustéléguy et Irouléguy, et dans la direction de Saint-Jean-Pied-de-Port, est caractérisée par de faibles altitudes — ne dépassant pas 300 mètres avec des fonds de vallées situés à l’altitude moyenne de 150 mètres — et par un climat clément, dû à la protection de la chaine méridionale et à celle des hautes collines situées au nord. Son sous-sol calcaire a favorisé le développement de la culture de la vigne.
La bordure orientale du massif est caractérisée par la rupture franche cénomanienne, que constitue la cuesta d’Ourkouloua, et une limite plus imprécise à l’approche d’Estérençuby.
Cette partie de l'est du massif montre des roches du Dévonien, caractérisées par des schistes gras, des grès-quartzites très friables et des calcaires massifs ou à griottes.
Le massif des Aldudes constitue un bloc paléozoïque dissymétrique surélevé qui surplombe sa couverture sédimentaire au nord et au sud, alors que celle-ci le domine à l’ouest et à l’est.

#### La vallée de Baïgorry
Les couches les plus anciennes du massif datent de l’Ordovicien. Elles se signalent par des schistes satinés noirs et des quartzophyllades, ou des quartzites conglomérés en grès à ciment cristallin très durs, de couleur blanche ou grise ; on les trouve en bancs épais de 20 cm à plusieurs mètres, à l’origine des escarpements abrupts de l’Aintziaga, de l’Harrihandia ou du Larrarte qui surplombe Urdos. Le vallon d’Ispéguy arbore, de son côté, des barres rocheuses saillantes — affleurements primaires — insérées dans des schistes noirs. Par endroits, la prédominance de ces derniers a donné des profils toujours accentués mais plus réguliers ; d’où un paysage caractérisé par des contrastes forts entre les formes rebondies — le mont Oylarandoy par exemple, ou la vallée d’Hayra — et des fronts rocheux accentués, comme ceux des gorges de quartzites du Valcarlos ou des falaises du Munhoa-Artainbarria. Les couches de l’Ordovicien sont recouvertes par des schistes noirs siluriens relativement tendres, à l’origine des échancrures de certains des cols actuels.
Au sud de la vallée, la cuvette des Aldudes résulte de l’érosion ancienne de schistes tendres et de calcaires parfois dolomitiques. Le gisement de ces calcaires, contenant de fortes épaisseurs de carbonate de magnésium pur, prend naissance dans l’actuel Pays Quint et se prolonge dans la vallée des Aldudes ; bien que délimité, il n’a pas encore été exploité au début du XXIe siècle. Les calcaires présentent, d’autre part, des dolines, creusées par les eaux de pluie et de ruissellement, ainsi que des gouffres ; on les trouve en particulier à proximité d’Esnazu, ainsi que dans les pâturages proches du Pays Quint. Ils sont généralement recouverts d’une herbe épaisse ou d’arbres. Ces calcaires sont également observables sur les pentes des pics d’Adarza, qui culmine à 1 250 mètres et de Mendimotcha. Des gouffres, résultant de la dissolution de la roche par les eaux, s’y sont ouverts, tel le gouffre d’Ohakoa, sur une pente qui surplombe Banca.
La partie orientale de la vallée présente un ensemble de buttes à versants rectilignes ; les vallons qui les séparent possèdent en sous-sols et en affleurements des grès très friables, dont les saillies sont rapidement érodées par les pluies et le gel. On peut observer ces roches tendres à la grande carrière de sable des Aldudes ainsi qu’en parcourant les ravinements de Bihurrietabuztan.
En revanche, à l’ouest de la vallée, des grès rouges se sont déposés au début de l’ère secondaire — au cours du Mésozoïque, il y a 225 MA —, après le plissement du socle primaire sur lequel ils reposent. Cette épaisse carapace, qui ourle le massif des Aldudes, plonge vers le Baztan et se redresse à l’approche de la vallée de la Nive. Elle trace la sévère pente raide qui s’étend de Bidarray au col d’Ispéguy et qui culmine à 1 306 mètres au mont Hautza, en territoire espagnol et à 400 mètres de la frontière. Ces grès rouges, également répartis dans un chapelet qui suit les crêtes de Larla (700 mètres) et de Yarra (812 mètres) interrompues par la gorge de la Nive en aval d’Eyheralde, sont exploités sous le nom commercial fautif de dalles de la Rhune,.

#### Sommets
L'Adartza, 1 250 mètres, est un mont situé entre Saint-Étienne-de-Baïgorry, Lasse et Anhaux. L'Artzaïnharria culmine à 971 mètres et le pic d'Arrolakoharria, entre Banca, Saint-Étienne-de-Baïgorry et Anhaux, à 1 060 mètres.
Le Munhoa (ou Monhoa), 1 021 mètres, est un mont situé entre Saint-Étienne-de-Baïgorry et Saint-Jean-Pied-de-Port. On y accède à partir d'Anhaux, Lasse ou Saint-Étienne-de-Baïgorry par le GR10.
Le mont Harrigorry culmine à 806 m, le Munhogain à 853 m, l’Otsamunho à 901 m, l’Errola à 908 m, l’Abraku à 1 003 m, l’Ichtauz à 1 024 m, l’Antchola à 1 119 m, le Mehatzé à 1 209 m, le Lindus à 1 220 m, le Mendimotcha à 1 224 m et l’Aurigna à 1 278 m.
L'Ahintziaga, 905 m, est un sommet frontalier surplombant par l'ouest Saint-Étienne-de-Baïgorry. L'Hautza, 1 306 m, est un sommet surplombant par l'ouest Saint-Étienne-de-Baïgorry. Le mont Adi, 1 450 m, est une montagne entre Saint-Étienne-de-Baïgorry et Urepel.

#### La composition géognostique
La géognosie de la vallée — pour la partie concernant l’étude des gites minéraux et métallifères — a intéressé l'Homme depuis l'Antiquité, conduisant à une exploitation primitive de certains filons.
Un des principaux dépôts cuprifères de la vallée est situé près du hameau de Donostey, au-dessus du bourg de Saint-Étienne ; d'autres s'étendent sur la partie ouest de la vallée. Le cuivre est présent dans des schistes souvent quartzeux.
La montagne d'Ustelleguy présente un filon de fer spathique sur sa pente ouest, constituée de grès rouge. Le filon est orienté du nord vers le sud ; il contient également de rares traces de cuivre pyriteux.
Les filons laminaires de baryte sulfatée, d'un blanc jaunâtre, sont nombreux dans la vallée. Il s'agit d'un minéral souvent pur, parfois mêlé à du cuivre carbonaté pulvérulent bleu et vert et à « de l'ocre de fer ». On trouve ces gisements dans les montagnes d'Haussa, d'Ustelleguy, de Jara et de Borchirietta, parmi des bancs de grès rouges ou schisteux.
Les grès roses ou rouges sont également abondants sur la ligne de partage des eaux entre la vallée des Aldudes et celle du Baztan, à l'ouest de la cuvette des Aldudes. Ils se sont déposés sur du schiste argileux, en particulier dans les quartiers d'Harrieta, de Haussa, d'Ispeguy, de Boustancellay et d'Harrigorry. Il s'agit souvent d'un poudingue constitué de gros fragments érodés.
Les grottes d'Haitzalde ont été creusées par les eaux de ruissellement sur plusieurs centaines de mètres dans un sol calcaire. Le sous-sol de la vallée offre également des argiles bigarrées, autrefois utilisées par les tuiliers de Teileria à proximité de Licerasse, ainsi que des dépôts d’ophite. Il est probable que les amas d’ophite soient le résultat de l’activité de volcans sous-marins il y a 200 MA. Plusieurs sites ont été exploités — comme la carrière de Saint-Étienne-de-Baïgorry, aujourd’hui fermée, ou celle d’Eyeralde, récemment rouverte — fournissant des matériaux de ballast ou d’enrochement marin, comme c’est le cas à sur la Côte basque à Anglet. L’ophite a subi, au cours des millénaires, une altération de surface fournissant aujourd'hui des sables riches en chaux et en potasse. Les filons d'ophite recèlent parfois des amas de prehnite, silicate vert-pomme ou vert jaunâtre très pâle ; elle est signalée aux abords du ruisseau Casten erreka (« ruisseau des châtaigniers »).

#### Gisements miniers
La vallée de Baïgorry est située au centre d’une région possédant un riche passé minier et métallurgique ; des gisements de cuivre et de fer et des filons d’argent et d’or sont concentrés suivant un axe nord-ouest - sud-est qui débute au nord de la vallée du Baztan, traverse la vallée de Baïgorry et le Valcarlos pour s’éteindre dans la vallée d'Aezkoa. Les terrains affleurants concernés datent au nord-ouest du Carbonifère, puis, vers le sud-est, il s’agit de formations du Dévonien et du Permien s’enfonçant sous une vigoureuse couche de grès roses du Permo-Trias.
Les gisements métalliques de la région correspondent dans leur grande majorité aux périodes géologiques des terrains encaissants, soit, dans un ordre de concentration décroissant, aux systèmes ordovicien, dévonien et exceptionnellement carbonifère.
De l’Ordovicien, les formations de schistes et de quartzites recèlent systématiquement des minéralisations associées de fer (hématite et sidérite), cuivre (chalcopyrite), auxquels s’adjoignent parfois des cuivres gris, associés à l’argent.
Le Dévonien a laissé des minéralisations différentes. Ainsi le fer naît dans des gisements de grès bréchoïdes à ciment d’hématite — vallée d’Aezkoa et Mendilaz —, ou se présente sous forme oolithique — Pays Quint ; les sulfures, pour leur part, émergent de gisements associant sphalérite, pyrite, galène et chalcopyrite, comme à Urepel, ou chalcopyrites alliées au cinabre en vallée d’Aezkoa.
L’or, quant à lui, a donné lieu à d'importants travaux d’exploitation sur le versant nord du Baztan jusqu’à la Seconde Guerre mondiale et l’argent à Banca.

### Hydrographie

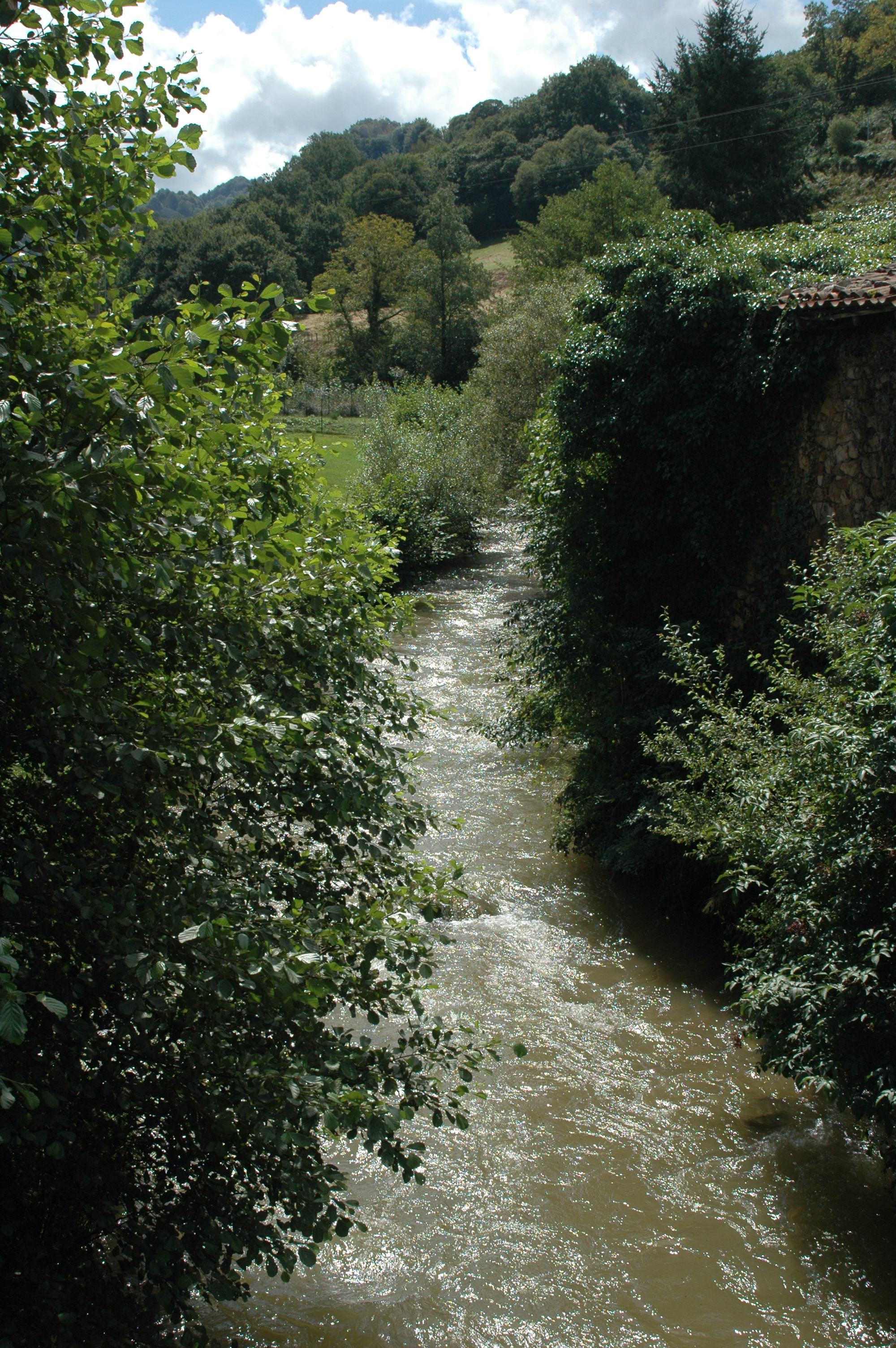
La Nive des Aldudes à Urepel.

Le massif des Aldudes, qui se situe dans le bassin versant de l'Adour, présente un drainage presque exclusivement orienté vers le nord-est, alimentant deux affluents de la Nive, la Nive d'Arnéguy et la Nive des Aldudes. Ces deux tributaires trouvent leur source dans le massif, à quelque 1 600 mètres et 800 mètres de la limite méridionale du bloc paléozoïque primaire. Ils sont contenus dans une ancienne cuvette d'inversion du relief, révélant un bloc ancien aplani en creux, surplombé par une enveloppe sédimentaire périclinale.
La Nive des Aldudes — « le grand ruisseau de Baygorri » en 1675 —, accompagnée du ruisseau de Hayra, s'écoule à l'ouest, initialement dans la direction du nord-nord-ouest vers la cuvette synclinale de Maya. Elle suit ensuite le front oriental de cette cuvette vers le nord en direction de la dépression tectonique de Cize - Baïgorry. Entre les Aldudes et Banca, la rivière franchit le synclinal permo-triasique de Bearzun en empruntant des cassures du relief. Elle est rejointe par les ruisseaux d'Harchouri et d'Orizon qui débouchent de vallons dont la convexité est orientée vers l'est. Un tributaire de ce dernier, en provenance du pic Hostatégui, suit une gouttière impressionnante sur près de 3 km, surplombant sur cette distance, de 10 à 40 m, le ruisseau d'Orizon. La Nive des Aldudes reçoit les eaux de nombreux affluents dans la vallée, comme l’Oholbidéko erreka, qui traverse les territoires d’Anhaux et de Lasse, l’Hairako erreka et le Bihuntzeguiko erreka qui arrosent Banca. De son côté, Saint-Étienne-de-Baïgorry est traversé par les ruisseaux de Guermiette et d’Urdos et par les errekas Nekaitzeko, Abrakako et Bihuntzeguiko. La Nive des Aldudes et ses affluents, à l'exclusion du Bihunseguiko Erreka, de l'Imilztegiko Erreka, de l'Urbeltch et du Belechiro Erreka, bénéficient d’un classement élaboré afin de protéger ou de restaurer leur continuité écologique ; en conséquence, la construction de tout nouvel ouvrage faisant obstacle à la continuité écologique y est interdit.
Dans la partie orientale, la Nive d'Arnéguy — ou Aïri — se dirige elle aussi vers la dépression de Cize.

### Climat
Le climat de la vallée est marqué par la présence atlantique à l'ouest et l'influence du massif montagneux auquel elle est adossée, s'élevant régulièrement à plus de 1 000 mètres. La station météorologique la plus proche est celle de Biarritz - Anglet, à moins de 40 km à vol d’oiseau,. La proximité des reliefs et l’éloignement relatif de la côte atlantique impliquent des différences notoires en termes de précipitations, d’ensoleillement direct et de variation de températures, mais les données de la station de Biarritz - Anglet permettent de se faire une idée assez précise du climat de la vallée.
La vallée est marquée par une forte humidité pluviale. La station de Banca, située à 254 mètres d'altitude, a enregistré de 1976 à 1985 une moyenne annuelle de 2 027 mm, avec un record sur cette période en 1979 avec 2 500 mm. Banca, étant adossée à des hauts sommets, est beaucoup plus soumise aux pluies qu'Irouléguy, située au nord de la vallée. Une série de précipitations enregistrées de 1971 à 1990 indique une moyenne annuelle de 150 jours de pluie à Banca.
La période pluvieuse s'étend sur environ six mois, offrant un répit estival de quatre mois où les moyennes mensuelles sont d'environ 100 mm, de moitié inférieurs à celles de la saison humide.
La neige est rare et les quelques chutes annuelles ne laissent que quelques corniches blanches sur les sommets dépassant les 1 000 mètres d'altitude, durant la saison froide. De même, les gelées sont peu fréquentes ; si 1985 compta 51 gelées, l'année 1982 n'en vit que 11 et la moyenne annuelle est d'environ 30 jours sous le 0 °C. Des différences assez marquées apparaissent entre les vallées qui favorisent la circulation de l'air glacé — les services météorologiques indiquent −12,6 °C à Banca en janvier 1985 — et les zones où l'air froid s'accumule — on relève −15,4 °C à Irouléguy à la même date ; ces données sont exceptionnelles, la moyenne d'un mois de janvier étant d'environ 7 °C.
L'été est relativement chaud, avec une température moyenne de 19 à 20 °C en juillet et en août avec des records de chaleur supérieurs à 35 °C ; une température de 39,2 °C a été relevée à Banca en 1982. De septembre à décembre, la vallée bénéficie du vent du sud (haize hegoa). Le ciel est souvent dégagé et la température s'élève au-dessus des 20 °C. Ainsi à Irouléguy, 33 °C sont relevés en octobre 1985 et 26 °C en décembre suivant.

### Voies de communication et transport

#### L'ancienne voie ferrée

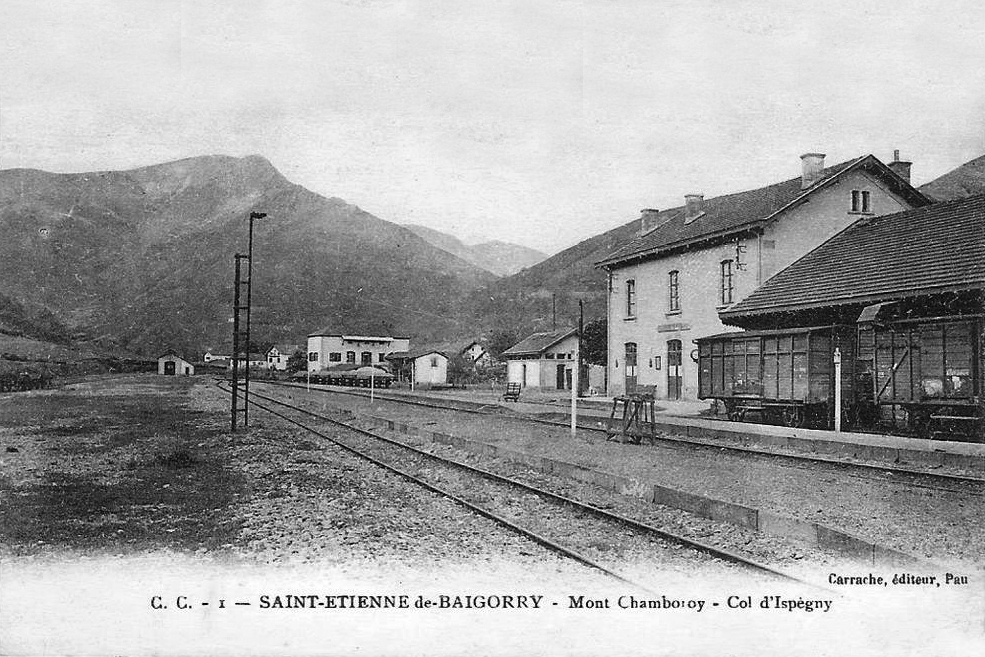
La gare de Saint-Étienne-de-Baïgorry.

En août 1878, dans le cadre des études de désenclavement régional menées à la requête du ministre des Travaux publics Charles de Freycinet, le conseil général du département se prononce sur le projet d'une ligne de Bayonne à Saint-Jean-Pied-de-Port, prolongée d’un embranchement d'Ossès aux Aldudes. L'intérêt de cet aménagement supplémentaire est alors conforté par l’idée d’une prochaine ligne internationale vers Pampelune. La ligne est déclarée d’utilité publique le 17 juillet 1879 sous l’appellation « ligne de Bayonne à Saint-Jean-Pied-de-Port, avec embranchement d'Ossès à Saint-Étienne-de-Baïgorry » et est concédée à la Compagnie des chemins de fer du Midi et du Canal latéral à la Garonne par une convention approuvée le 20 novembre 1783. Le tronçon menant d’Ossès à Saint-Étienne-de-Baïgorry est mis en service le 26 juin 1898. Entretemps, lors de l'ouverture des chantiers, le projet de prolongement vers l'Espagne est abandonné  en raison de coûts trop importants qu’aurait engendré le difficile profil caractérisé par une montée à 890 mètres d'altitude au col d'Urquiaga et le percement d’un tunnel sous le massif du Quinto Real pour rejoindre la vallée de l'Arga, mais l'intérêt d'une ligne permettant de relier les mines de cuivre de Baïgorry justifie à lui seul la création de l'embranchement jusqu'à la vallée. La ligne suit globalement le cours de la Nive des Aldudes qu’elle franchit à plusieurs reprises avant de parvenir à la première des stations, situées sur le territoire de Saint-Étienne-de-Baïgorry, Eyheralde, suivie de Borciriette et enfin du terminus. Elle est désormais fermée au trafic depuis le 6 février 2014.

#### Les voies routières
Les vallées du massif des Aldudes sont hachées de défilés et les routes qui suivent les nives d’Arnéguy et des Aldudes sont taillées dans le rocher. Il faut attendre la fin du XVIIIe siècle pour que les municipalités du fond de la vallée décident de maintenir des chemins carrossables, dont l’entretien se révèle très onéreux. Ainsi, le vallon de Hayra doit attendre 1950 pour voir l’établissement d’un premier chemin praticable, alors que des habitations s’étalent, à cette époque, sur six de ses douze kilomètres.
On accède à ce territoire depuis Saint-Étienne-de-Baïgorry et la vallée de la Nive par la D 948 en provenance de Bayonne.
Avant l’ouverture, au XVIIe siècle, de cette route traversant Ossès, les communications à partir de la France s’effectuaient par le pays de Cize.
Côté espagnol, on y accède via la NA 138, qui relie la vallée à Pampelune par le col d’Urkiaga (« lieu de bouleaux »), rejoignant la N135 à Zubiri (Communauté forale de Navarre). Le col d'Ispéguy, à l’altitude de 672 mètres au pied du pic d’Auza qui culmine à 1 305 mètres, permet également d’atteindre l’Espagne par la vallée du Baztan, en empruntant la D 249, prolongée par la NA 2600 dans la direction du village navarrais d’Elizondo.

#### Les chemins de Compostelle et de grande randonnée
Si la circulation dans le creux des vallées s’est longtemps avéré problématique aux véhicules, les crêtes sont parcourues de chemins, dont le plus connu est celui de Roncevaux, qu’emprunte le camino navarro du pèlerinage de Saint-Jacques-de-Compostelle, en provenance de Saint-Jean-Pied-de-Port et en empruntant les cols de Mezquiriz et d'Erro.
Le pèlerin qui se dirige vers Pampelune a également le choix de la voie qui passe par la vallée des Aldudes et franchit les Pyrénées par le col d’Urquiaga. Au sortir de la vallée encaissée et avant de passer la ligne de partage des eaux, la vaste plaine du Pays-Quint s'ouvre, bordée à l’est et à l’ouest de montagnes de faible altitude, seul demeure le col d'Urquiaga au sud avant d'atteindre la Navarre.
Saint-Étienne-de-Baïgorry se situe sur le sentier de grande randonnée 10 (GR 10) qui traverse la chaîne des Pyrénées d'ouest en est. C'est le point de départ de la randonnée parcourant les crêtes d'Iparla et aboutissant à Bidarray en empruntant le GR 10, à cheval sur la frontière avec l'Espagne.

## Urbanisme

### Évolution de la morphologie
Le peuplement de la vallée a débuté par la création de hameaux, situés au nord dans la partie basse de la vallée. En 1381, le bourg de Saint-Étienne comptait onze paroisses : Leizparz (ou Leispars), Urdos, La Bastide, Othikoren (ou Otticoren), Okoz (ou Occos), Germieta (ou Guermiette), Anhaux, Irouléguy, Sorhoeta (ou Sorhouette), Ascarat et Lasse. Cette dernière s’étalait également sur les lieux-dits Jauregi et Uhaldea à l’ouest. D’autres hameaux parsemaient le territoire, comme Bursoritz entre Irouléguy et Sorhoeta, ou Lizarazu, Eyheralde, Arambide, Bidaurre et Iribarne à l’est de La Bastide et d’Urdos ; Etxauz et Aphararen encadraient Saint-Étienne, respectivement au nord et au sud — les communes d’Anhaux, d’Ascarat, d’Irouléguy et de Lasse sont désormais indépendantes ; les quartiers d’Eyheralde, Germieta, Okoz et Urdoz ont conservé leurs lieux de culte. Le quartier Xuritua d’Anhaux rassemblait au Moyen Âge une majorité de cagots, majoritairement tisserands,.
À la fin du XVe siècle, on dénombrait 280 maisons cantonnées au nord, ne dépassant pas le quartier Saint-Étienne.
L’expansion démographique, due à l'installation des cadets au sud de la vallée dans des bergeries dressées sur des terres inhabitées aux XVIIe et XVIIIe siècles, engendra la création des villages de Banca, d’Urepel et des Aldudes. Les larges bâtiments qui datent de cette époque ont conservé le nom de leur propriétaire — augmenté du suffixe  enea, « appartenant à ».
Le village des Aldudes, au sud de la vallée, a fait partie du Pays Quint, et le val d’Erro la plaçait dans sa juridiction encore en 1773. Bien que les constructions y soient interdites, on dénombrait 10 cabanes au XIIIe siècle, puis 70 au XVIIe siècle. L’église fut elle-même construite en 1688. Les traités de 1785, puis de 1856, placé devant le fait accompli, reconnurent la paroisse.
Urepel, au nord de laquelle s'ouvre le Pays Quint, s’est détachée des Aldudes en 1865, devenant une commune indépendante.

### Architecture

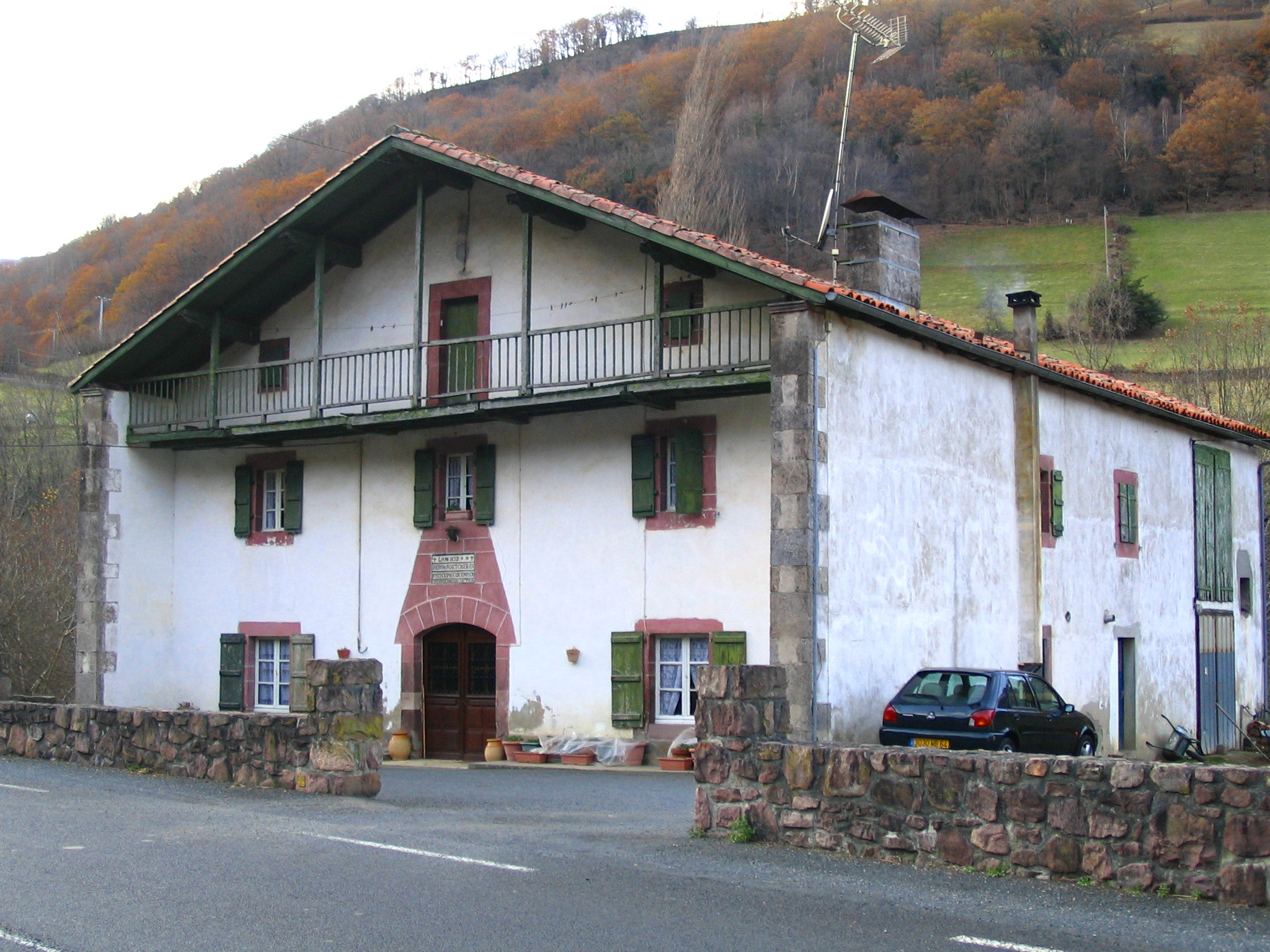
Maison Gastigarria à Banca.

L'architecture traditionnelle des maisons agricoles de la vallée de Baïgorry est adaptée au climat local et au mode de vie agro-pastoral qui prévaut avant la Seconde Guerre mondiale, c'est-à-dire avant la mécanisation des travaux agricoles.
Ces maisons sont de type bas-navarrais, campées sur deux murs gouttereaux débordant un toit à deux pentes. Elles présentent souvent une façade recouverte d’un crépi blanc, ornée d'une porte cintrée en grès ocre. En façade, un balcon, soutenu par les solives du plancher entre les deux murs portants latéraux, vient s’accrocher au-dessus du premier étage. Ce balcon a une fonction utilitaire précise, étant destiné à mettre à sécher les graines qui servent de semences telles que le maïs, le lin, le chanvre ou les piments.
Le rez-de-chaussée s'ouvre sur l'ezkaratze, vaste pièce de travail centrale à plafond haut, qui introduit l'appartement. Il comporte également l'étable, le cellier, une buanderie et une remise à charrettes. L'étage est en général occupé par un grenier.

### Risques naturels et technologiques
La vallée n'est concernée par aucun schéma d'aménagement et de gestion des eaux (SAGE).
En 2014, 11 établissements classés sont recensés à Aldudes, portant essentiellement sur des activités liées à la pisciculture. De même, Anhaux, Ascarat, Banca, Irouléguy, Lasse, Saint-Étienne-de-Baïgorry et Urepel comptent chacune 11 établissements classés,,,,,,. Il s’agit principalement d’activités de carrières et ou liées à l’exploitation des ressources des cours d’eau.
Des risques naturels, comprenant les inondations, les feux de forêt et les tempêtes, sont mentionnés pour la vallée dans le dossier départemental des risques majeurs, Banca étant concernée par un risque supplémentaire d’effondrement de carrières souterraines. Le risque sismique est de niveau moyen, caractérisé par une sévérité de 4 sur une échelle de 1 à 5. Les communes de la vallée ont fait récemment l’objet de cinq arrêtés de catastrophe naturelle pour cause d’inondations et chocs mécaniques liés à l'action des vagues (deux arrêtés), d'inondations et de coulées de boue  (deux arrêtés) et de tempête (un arrêté).

## Toponymie
Le terme vallée, du toponyme complet vallée de Baïgorry, apparaît la première fois en 980 — aux côtés de celles d'Arberoue, d'Ossès et de Cize —, consacré par l'évêque Arsius Raca sous la forme vallis que dicitur Bigur ; il désigne à la fois un espace géographique montagneux et un territoire administratif de l'Église ; la vallée fait donc partie, à la fin du Xe siècle, du diocèse de Lapurdum-Bayonne, englobant tout ou partie de la future Basse-Navarre. L'ensemble des onze hameaux primitifs, situés entre les limites de Cize et d'Uhart-Cize, comprend en 1350 près de 300 maisons ; 49 d'entre elles sont dites infançones ou de petite noblesse,. L'acception infançon se trouve sous la forme enfençon au XIIIe siècle ; à partir du XVIe siècle, les historiens français, considérant la noblesse de lignage et non de possession, déclassent comme non nobles les infançons. Dans la vallée de Baïgorry, les linteaux de maisons du XVIIe siècle et du XVIIIe siècle conservent la carte d'identité de leurs premiers propriétaires, infançons. Il en est ainsi des maisons Aintziondo à Ascarat, Sorzabalbehere au bourg de Saint-Étienne ou de l'ancienne Iriberrigarai qui porte encore l'inscription « Infançonne je suis née, infançonne je mourrai ».
Baïgorry (ou Baigorri en langue vernaculaire), du basque ancien bai (« rivière, cours d'eau »), augmenté de gorri (« rouge ») n'est pas isolé au Pays basque. Un village de Navarre, proche d'Estella porte le même nom, ainsi qu'une maison de Montory en Soule. La forme Baicor(r)ix est relevée au moins trois fois dans des inscriptions votives du haut Comminges antérieures au Ve siècle. À la graphie bigur de 980 déjà citée viennent s'ajouter aux XIVe et XVe siècles les formes baigor, beigur et Baiguer dans des textes romans, alors que le nom primitif apparait en 1238 (santi stephani de baigorrie), la finale « y » actuelle étant un « résidu de graphie médiévale ». Il semble que Baïgorry ait désigné, avant la constitution de la vallée administrative consacrée en 980, la seule vallée de la Nive d’Urepel. L’architecture locale, traditionnelle ou moderne, donne de nombreux exemples d’utilisation des grès dits « rouges » qui constituent les sous-sols d’une partie de la vallée, bien visibles également dans les cours d’eau.
Si la paroisse des Aldudes se constitue au XVIIe siècle, le toponyme est documenté au moins depuis la fin du XIIe siècle et désigne les versants montagneux de la haute vallée de la Nive des Aldudes, frontalière avec l’Espagne. La forme basque aldude reste constante dans la documentation navarraise, alors que le roman ajoute la marque du pluriel dès 1237 dans un texte navarro-castillan.
Jean-Baptiste Orpustan propose l'étymon basque ald(a)-uhide qui signifie « versant du chemin des eaux ». La paroisse des Aldudes est érigée en commune en 1793.
Le quartier des Aldudes, nommé Esnazu, s’étale en direction de la Navarre et du col d’Urquiaga ; il présente, du fait de son altitude, une vocation pastorale ; celle-ci justifie le toponyme qui emprunte le basque esne (« lait ») pour donner « lieu propice à la production de lait ».
D’est en ouest, à partir du pays de Cize, on atteint d’abord Ascarat — dont la graphie est attestée dès 1106 — par une montée abrupte. Le relief justifie le toponyme composé des formes basques aitz (« rocher ») et garate (« lieu haut »). Lasse doit son nom à l’hydronyme basque désignant les eaux dites courantes, latsa (« rivière »), s’appliquant dans ce cas à la Nive d’Arnéguy et à ses affluents, au sud-est de la vallée ; la première forme attestée (laatssa) date de 1266.
Si Anhaux est connue dès 1068 sous la graphie onodz, son étymologie laisse perplexe, Jean-Baptiste Orpustan hésitant entre un alliage purement basque de l’oronyme hauz (« hauteur ») avec ahun (« chèvre »), qui donne « hauteur des chèvres », ou avec l’étymon latin fanu(m) (« lieu de culte ») pour former « hauteur de lieu de culte ».
En se déplaçant toujours vers l’ouest, on accède à l’un des onze hameaux primitifs de la vallée, Sorhoeta, aujourd’hui partie d’Irouléguy. Une première graphie, soroeta est attestée en 1350. Le toponyme, adopté par le basque sor(h)o (« champ, pré »), est un emprunt au latin solu(m) (« lieu de champs »). Dans la direction d’Irouléguy toujours, au pied du Jara qui culmine à 811 mètres, l’actuel Moussourits provient d’une déformation de Bursoritz (attestée en 1350 sous la graphie burssoriz) ; il donne une idée de la chronologie de l’occupation des sols de la vallée ; il provient, en effet, de la composition buru (« limite ») et de sor(h)o, donnant un intéressant « limite des terres cultivées ».
Irouléguy, connu dès 1264 sous la graphie yrurleguj, est sans doute le résultat de l’alliage de hirur (« trois ») et de hegi (« bord, crête »), probable allusion aux trois sommets qui surplombent le village : le Jara au nord, le Munhoa (1 021 mètres) au sud et l’Oilarandoy (933 mètres) au sud-ouest.
Autre hameau primitif médiéval, Guermiette (gueremieta en 1264), au pied du Munhoa et d’Oilarandoy, possède une étymologie très hypothétique sur laquelle les linguistes ne se départagent pas.
Le toponyme Occos (olcotz en 1249), du nom du quartier situé sur le versant arrosé dominant la Nive, semble posséder une origine gauloise, transférée par le bas-latin et le latin médiéval en français pour donner « ouche » (« enclos, terre en culture, potager ») ; il a donné également le mot castillan huelga (« jardin près d’un cours d’eau »).
Otikoren est également l’un des onze villages primitifs, sur la rive droite de la Nive. La graphie hoticoren est attestée en 1350, et la graphie n'a subi aucun changement depuis le Moyen Âge ; il s’agit d’une base anthroponymique signifiant « qui appartient à Otiko ».
En se dirigeant vers le nord-ouest, au seuil des gorges entre Larla et Iparla, on trouve le hameau d’Urdos (hurdos en 1350) sur un plateau. Le toponyme provient d’ailleurs de l’aquitain urd- (« plat élevé, plateau ») désignant l’emplacement de la maison forte (la « salle » ou jauregia). On retrouve une logique comparable à Leispars (layzparz en 1264), surplombant une boucle de la Nive ; le toponyme désigne un groupement de maisons nobles — avec une maison forte attestée en 1366 (lassale de lehitzpartz) — et un écart fort d'une quinzaine de feux au Moyen Âge. Son étymologie reste complexe du fait de la proximité des racines basques leiz- (« gouffre ») et leizarr (« frêne »).
Au sud de la vallée, le toponyme Banca ne s’est imposé qu’au XIXe siècle après le déclin du nom utilisé jusqu’à, La fonderie, lié à celui de l’activité minière et la fermeture de l’établissement de fonderie créé en 1747. Banca est un emprunt basque récent au français « banc » désignant le banc de roches d'une carrière.
Urepel, cité dès 1279 (johan durepel), est un toponyme qui fait référence à la température de l’eau (ure) : « eau tiède ». Il a laissé son nom à la Nive d’Urepel ou d’Oureppe. Une indication mal interprétée du cadastre de 1840 est à l’origine de la transformation de l’abréviation « La N. d’Urep. » en « la Noureppe », mentionnée sur des anciennes cartes.

## Histoire

### Préhistoire
La vallée de Baïgorry est une des quatre voies de passage qui permettent de traverser les Pyrénées occidentales et elle était déjà fréquentée au Paléolithique. On trouve plusieurs mégalithes et dolmens, signe d'une présence préhistorique. Les matières colorantes naturelles (hématite, limonite) utilisées à l'époque pour décorer les grottes d'Isturitz provenaient certainement de la vallée des Aldudes[réf. nécessaire].
Le sommet de l’Ardaza, sur le territoire actuel de Banca, présente deux monuments en forme de tunnels, à la voute en berceau brisé ; ces constructions imposantes — hautes de 3 m et longues de 8 m —, à l’âge et la fonction indéterminés, se dressent sur l’emplacement de deux cromlechs.

### Protohistoire et Antiquité
La tourbière de Quinto Réal dans la vallée des Aldudes a fait l'objet d'une analyse afin d'essayer de mieux connaître son histoire ancienne. Des traces de pollution au plomb indiquent la présence d'activités métallurgiques tandis que les registres polliniques ont montré un accroissement des activités pastorales entre 1750 et 1500-1350 av. J.C. (période du Bronze moyen).
Les dépôts cuprifères de la vallée semblent avoir été exploités par les Romains.

### Moyen Âge
La vallée subit les soubresauts liés à la formation de la Basse-Navarre, terme employé en opposition à la Navarre péninsulaire. La Basse-Navarre était désignée au Moyen Âge par les expressions tierras de ultra-puertos ou de aillent puertos, et à partir du XVIe siècle, par le terme de sexto merindad. La province est le résultat d’annexions visant à atteindre le bassin fluvial de Bayonne. C’est ainsi que de 1022 à 1120, le pays de Baïgorry, avec ceux de Cize, d’Ossès, d’Arberoue et d’Irissarry, côtoie une partie du Labourd sous la domination navarraise, depuis l’impulsion donnée par Sanche le Grand. Ce dernier érige la vallée en vicomté au début du XIe siècle pour l’un de ses familiers ; jusqu’à la Révolution, 23 vicomtes vont se succéder, portant tardivement le titre de vicomte d’Etxauz.
À partir de 1194, le pays de Baïgorry dépend au capitaine-châtelain de Saint-Jean-Pied-de-Port. Celui-ci est le représentant ultra-puertos du roi de Navarre pour ce qui concerne l’administration, les finances et les affaires militaires.
La compétence juridique de laquelle relève le pays de Baïgorry, pour les causes tant civiles que criminelles, est confiée en première instance à la chancellerie de Navarre.
Bien qu’aucun document décrivant le fonctionnement de la cour générale de Baïgorry ne soit attesté, il devait être comparable, selon Eugène Goyheneche à celui de la cour générale d’Arberoue. Celle-ci compte vingt membres sous la présidence du premier magistrat de la paroisse. Les nobles peuvent y assister, mais ne peuvent participer au vote. La présence des maîtres de maison (etxeko jaun) est obligatoire. En revanche, la préparation de la cour générale est connue. Onze jurats, issus de chacune des onze paroisses, se réunissent à Berrogain pour préparer l’ordre du jour à soumettre à la cour. Cet ordre du jour fait l’objet d’une délibération et d’un vote au sein de chacune des assemblées paroissiales (ou biltzar) avant d’être soumis à la cour générale.
Au point de vue religieux, la vallée fait partie de l’évêché de Bayonne, représenté par l’archidiacre de Cise.
Les guerres dites de « lignages » issus de Navarre et du Guipuscoa eurent des répercussions jusqu’en Basse-Navarre, puisque en 1258, une hermandad regroupant des troupes de Cize, Baïgorry, d’Osses et d’Armendarits fut créée. Ces hermandades ou armandats étaient des groupes populaires armés, ayant pouvoir de police et dépendant du pouvoir royal.

### Temps modernes
La vallée est un enjeu stratégique entre la France et l'Espagne, le contrôle du col de Berdaritz permet d'être maître de cette voie de passage.
La vallée de Baïgorry, dans la logique d’indépendance du tiers qui ôtait à la noblesse le droit de vote lors des assemblées paroissiales, s’oppose à partir de 1763 aux vicomtes d’Echauz. Ceux-ci, sous l’impulsion de Marthe de Saint-Martin d’Etchaux, tentent d’usurper le titre de vicomte de Baïgorry et d’imposer des droits féodaux à la vallée. En 1771, elle acquiert du roi des droits de chasse et de haute justice, que la vallée racheta par la suite. En 1773, elle revendique des droits de préséance à l’église, entraînant la condamnation de quatre Baigorriar ; en 1784, les vicomtes d’Etchaux contestent les droits établis concernant le port d’armes et de chasses. Le Conseil royal trancha finalement en faveur des Baigorriar.

### Révolution française et Empire
L’exécution de Louis XVI, le 21 janvier 1793, dramatise le conflit latent entre la France et l’Espagne, et le 7 mars de cette même année, la Convention nationale déclare la guerre à Charles IV.
Au début de juin 1793, l'armée espagnole prend le contrôle de la vallée de Baïgorry ; le général Ventura Caro installe son poste de commandement à Château-Pignon, lieu-dit de Banca, en dépit de la forte résistance des compagnies françaises ; ces quatre compagnies franches, sous les ordres d’Harispe — un enfant de la vallée —, Iriart, Lassale-Cezeau et Berindoaque forment l’ossature de l’armée des Pyrénées occidentales, constituée officiellement le 30 avril 1793 et placée sous les ordres du général Servan.
Le 3 juin 1794, un bataillon composé de chasseurs basques, compagnies franches du Pays basque sous les ordres d’Harispe — qui reprend le commandement du général Lavictoire, mortellement blessé au début des combats — et du général en chef Muller, reprend la vallée ; celle-ci est défendue, selon les sources, soit par 300 émigrés de la légion royale des Pyrénées, commandés par le lieutenant-général marquis de Saint-Simon, soit par 300 « chasseurs aldudiens ».
Le 24 juillet, les Français, ayant réorganisé leurs forces, profitent de l’essoufflement des forces espagnoles ; Moncey s’empare du Baztan et Delaborde de Vera de Bidassoa, à proximité immédiate de la vallée de Baïgorry.
Durant ce conflit, le rôle des chasseurs basques est déterminant, dans une guerre de mouvement favorisant les unités d’infanterie légère. Plusieurs raisons peuvent expliquer cette efficacité, parmi lesquelles le fait que ces soldats se battent chez eux et ont une parfaite connaissance du terrain. Il s’agit de volontaires élisant, dans les débuts, leurs chefs et regroupés autour d’un noyau initial de Baigorriar, qui trouvent dans cette guerre contre l’Espagne un moyen d’assouvir leur ressentiment contre la vallée d’Erro, du fait des pâturages contestés du Pays Quint.
En 1856 et 1857, l'empereur Napoléon III et la reine d'Espagne Isabelle II font établir un nouveau traîté de délimitation de la frontière entre la France et l'Espagne, connu sous le titre de traité de Bayonne. L'article 7 du traité précise que : « À Pertolé la ligne [divisoire] fera un coude pour aller à l'ouest vers le sommet de Mendimocha, d'où elle remontera, en se dirigeant vers le sud, par les crêtes qui séparent le Valcarlos de la vallée de Baïgorry jusqu'à Lindus-balsacoa. De ce point elle gagnera Lindusmunua et se rendra en ligne droite au pic d'Isterbeguy, et de là par une autre ligne droite à Beorbuzustan pour continuer ensuite par les crêtes jusqu'au col d'Ispeguy ». Il s'agit encore aujourd'hui de la définition de la frontière locale.

### Époque contemporaine
L’immigration vers le continent américain des hommes et des femmes de la vallée est l’un des faits saillants du XIXe siècle ; celui-ci va perdurer jusqu'aux années 1960. Ce mouvement devient si important que les contingents des conscrits en pâtissent ; les cantons de Baïgorry et de Saint-Jean-Pied-de-Port sont ainsi montrés du doigt au XIXe siècle pour leur taux d’insoumission,. Le phénomène amène les autorités à considérer la façon d’utiliser « la haute valeur colonisatrice des Basques ». À titre d’exemple, la mère de Paul Laxalt, conseiller spécial de Ronald Reagan, est une immigrée originaire de Saint-Étienne-de-Baïgorry.

### Le Pays Quint - Du Moyen Âge à l’époque contemporaine
Le Pays Quint — Quint Royal, Kintoa ou Quinto Real, du nom de l’impôt que le roi de Navarre percevait sur les troupeaux — faisait l’objet d’une facerie entre la vallée de Baïgorry et celles d’Erro, de Valcarlos et du Baztan.
Au Moyen Âge, ce territoire navarrais s’étend au nord jusqu’à la paroisse de Saint-Étienne. Devant l’exode des cadets du nord de la vallée vers le sud aux XVIIe et XVIIIe siècles, provoquée par l’augmentation de la population et intensifiée par la mise en exploitation des forges de Banca, la vallée d’Erro réagit, la confrontation engendrant des affrontements parfois violents ; le développement de l’agriculture et de l’urbanisme dans les terres montagneuses du sud de la vallée réduit en effet l’étendue des forêts et des pâtures communes de manière conséquente.
En 1614, les capitulations royales d’Arnéguy tentent de mettre un terme aux affrontements, en se basant sur les faceries antérieures. Ce traité est signé entre les représentants du roi de France, dirigés par l'évêque de Bayonne, d'une part, et les représentants du roi d'Espagne et du vice-roi de Navarre d'autre part. Il fixe une première ligne de frontière entre les deux pays, permettant ainsi de mettre un terme provisoire aux conflits récurrents entre les populations situées de part et d'autre au sujet du défrichement des forêts et de l'utilisation des pacages de la vallée. Il reconnaît la nature indivise du territoire et interdit toute nouvelle occupation du sol.
Ces conflits n'étant pas apaisés, les rois de France et d'Espagne décident de conclure un nouveau traîté en 1785. À cet effet ils chargent respectivement François-Marie d'Ornano et Ventura Caro de parcourir la région afin de déterminer ensemble la frontière la plus adéquate entre le pays des Aldudes et Valcarlos et de faire cesser les conflits frontaliers. À la suite de ce travail, les deux commissaires rédigent et signent  un traîté daté du 27 août 1785 et prenant effet le 1er janvier 1786, dit traité des limites ou d'Elizondo, qui est ensuite ratifié par les deux souverains. La France et l’Espagne règlementent par ce traité les accords de lies et passeries, qui sont un « droit concédé par un État aux propriétaires et aux bergers d’un État voisin, fondé sur les coutumes ou sur les accords […] ».
En conséquence de ce traité, la souveraineté des deux royaumes coïncide avec les droits d’usage locaux et les faceries sont supprimées. Le traité consacre la cession du hameau d’Ondarole à l’Espagne, ainsi que de la mine de fer de ce lieu-dit, jusqu’alors indivise et exploitée en commun. En outre, la vallée reçoit la propriété du territoire d’Urepel, du village d’Esnazu et une partie de celui de Banca et des Aldudes. Devant les protestations des habitants de la vallée de Cize, frustrés de la mine d’Ondarole et de parcelles de la forêt d'Iraty, ainsi que celles des Baigorriar, contestant la perte des meilleurs pâturages cédés à l’Espagne, les dispositions litigieuses du traité sont abandonnées. Il faut noter que, si Ondarole demeure la propriété française de la vallée de Cize, elle dépend désormais de l’évêché de Pampelune.
Des annexes successives sont nécessaires pour régler les différents soulevés par le traité des limites ; elles fixent définitivement au cours du XIXe siècle le cadre législatif de la gestion des pâturages impliquant des relations transfrontalières. Pour la Navarre et le Pays basque par exemple, il s’agit en particulier des dispositions du traité du 2 décembre 1856, des annexes du 28 décembre 1858 et de l’acte additionnel du 26 mai 1866.
L’article 15 du traité consacre la partition des deux versants du territoire des Aldudes : pour les habitants de Baïgorry la « jouissance exclusive et perpétuelle des pâturages » du versant septentrional, « en vertu d’une location annuelle de huit mille francs » — cette rente est régulièrement actualisée ; pour la période 1988-1990, elle s’élevait à 344 000 francs ; pour Baïgorry, mais pour 15 ans seulement, la jouissance des estives du versant méridional, « en union avec les Espagnols ».

## Politique et administration

### La frontière
La commission syndicale de la vallée de Baïgorry a été créée par décret impérial en 1838. Elle regroupe les terres indivises des huit communes de la vallée — soit 10 000 ha — ainsi que 2 500 ha appartenant aux vallée navarraises d’Erro et du Baztan, connus sous le nom de Pays Quint.
Les terrains dits « syndicaux » accueillent 6 mois par an, durant la transhumance, les troupeaux des quelque 250 éleveurs de la vallée, soit, dans les années 2000, près de 50 000 ovins, 1 100 bovins, 350 caprins et 550 chevaux. La commission est à l'origine d'aménagements pastoraux divers tels l'installation d'abreuvoirs, le nettoyage et l'amélioration de terrains par écobuage et la mise aux normes de cabanes pastorales.
La commission syndicale de la vallée de Baïgorry, aux côtés de celle de Cize et de la communauté de communes de Garazi-Baigorri, est partie prenante dans l'accord de coopération transfrontalière signé à Saint-Étienne-de-Baïgorry le 21 juillet 2005 et appelé Lindux-Orreaga.
Réunissant 15 municipalités de la communauté forale de Navarre et 30 du département des Pyrénées-Atlantiques ayant appartenu à l’ancien royaume de Navarre, l’accord vise à « promouvoir la coopération intermunicipale à caractère transfrontalier ». Sa compétence s’étend à l’économie locale — agriculture, sylviculture, commerce, artisanat et tourisme —, au patrimoine culturel, incluant le sport et l’apprentissage des langues et enfin, aux domaines relatifs au patrimoine naturel, tels l’environnement, la chasse et à la pêche.

### La communauté de la vallée
L’association des commerçants, agriculteurs et artisans de la vallée des Aldudes (ACVA), ou plus récemment l’AIBA (Aldudeko Ibarra Beti Aintzina, « vallée des Aldudes toujours en marche ») s’attache depuis la fin des années 1990 à inscrire la vallée dans une « démarche de développement pérenne ».
Pour faire connaître ses réalisations et partager ses réflexions, elle organise tous les deux ans une opération « portes ouvertes » à thème. En 2012, la thématique s’intitule « Aldudes 2030 » ; en 2014 la réflexion porte sur le transfrontalier et en 2016, c’est l’attractivité du territoire qui est retenue,.
Outre ces actions thématiques, deux axes de travail sont retenus, la démographie et la mobilité dans la vallée. Le premier a justifié un recensement des logements vides et l’émission de questionnaires pour connaître les besoins en accession à la propriété ; le second, sous l’égide du commissariat général à l'égalité des territoires (CGET) et du centre d'études et d'expertise sur les risques, l'environnement, la mobilité et l'aménagement (Cerema), s’attache à définir et à qualifier les besoins en moyens de déplacement partagés, tels que le covoiturage ou la viabilisation d’une navette.

## Économie

### Exploitation minière
Les sites miniers et métallurgiques de la vallée de Baïgorry sont attestés depuis l’Antiquité. Une campagne de datations a débuté en 1991 permettant de faire le bilan scientifique des sites connus à cette date, alliée à un relevé topographique des mines de Banca mené par Gilles Parent et à des recherches documentaires dirigées par Pierre Machot,,.
Si des traces de poudre noire permettent dater sans équivoque une exploitation de l’époque moderne, les techniques de datation visuelle ont montré leurs limites, en particulier l’attribution de percements à des périodes historiques distinctes en fonction de la forme des galeries. Si la présence d’encoches de lampes à huile est caractéristique de l’Antiquité, leur absence n’est pas révélatrice. De même, des indices de pyrofracturation ou d’utilisation de la pointerolle ne caractérisent pas une période spécifique et n’ont été définitivement abandonnés que bien après l'introduction des explosifs dans l'industrie minière.
La vallée de Baïgorry concentre une vingtaine de sites miniers attestés, dont une grande partie déjà connus et exploités dans l’Antiquité.

#### Antiquité
Le site minier minier et métallurgique d’Ustelegi, sur la commune de Saint-Étienne-de-Baïgorry, est connu pour avoir fourni du minerai à la forge d'Etchauz, depuis le milieu du XVIIe siècle jusqu’aux années 1780, puis au haut-fourneau de Banca durant la première moitié du XIXe siècle, puis une dernière fois du début du XIXe siècle jusqu’à la Première Guerre mondiale. La découverte de l'importance du site (une dizaine de ferriers) de la fin de l’âge du fer jusqu’aux premiers siècles de notre ère — plus précisément, du IIe siècle av. J.-C. au IVe siècle apr. J.-C. — date du début des années 2000.
La mine de cuivre du Jara est située au nord de la vallée ; la chalcopyrite dépourvue de sidérite qu’elle recèle a été exploitée au tout début de notre ère —  dans un intervalle de -200 à 200 apr. J.-C. ; les études menées en 2005 n'ont pas permis de déterminer si l’exploitation souterraine découverte a été entreprise par un peuple autochtone ou par les Romains.
Autre gisement de cuivre également sis au nord du territoire observé, l’établissement de Monhoa semble avoir été exploité au début du IIe siècle avant notre ère. Les niches à lampes, qui d’ordinaire indiquent l’utilisation des techniques romaines, en sont absentes. Il s'agit d’un ouvrage sur deux niveaux, à plus de 10 m l'un au-dessus de l’autre, reliés par une galerie creusée dans un filon fortement incliné. L’exploitation de la partie basse est temporairement reprise au XVIIIe siècle. Les travaux anciens laissent deviner une technique d’abattage par le feu.
Le site d’Aintziaga, sur la crête qui sépare la vallée de Baïgorry de celle du Baztan, date sans doute du tout début du 1er millénaire et semble prouver la systématisation de la prospection entreprise par les Romains, ce site mineur étant relativement éloigné des mines de Banca.
Au nord-ouest de cette position, dans la vallée du Baztan, la mine d’Antestegui se développe sur deux niveaux superposés séparés l'un de l’autre de près de 15 m. Vers 1735, les ingénieurs allemands des mines de la vallée de Baïgorry remettent en activité cet ancien établissement romain.
Un autre site minier majeur de la vallée a révélé une exploitation datant de l’Antiquité. Il s’agit du site de Hayra ou Teilary, au nord-ouest du col de Teilary entre 790 et 890 m d’altitude, à proximité de la confluence du ruisseau de Hayra avec la Nive des Aldudes. Les archives le mentionnent dès 1740, lorsque Beugnière de la Tour, gérant de la fonderie de Banca, tente d’exploiter la galène argentifère qu’elle recèle. Les études de la fin des années 1970 inventorient plomb, zinc, argent, sphalérite, cuivre et giobertite.
Gilles Parent estime que le site minier du col de Mehatze, à 1 200 m d'altitude est également un site dont l’exploitation primitive date de l’Antiquité.

#### Époque moderne
En 2003, un talweg du pays Quint révèle des scories métallurgiques indiquant la présence d’une métallurgie itinérante, datant sans doute du XVIe siècle et donc contemporaine des forges hydrauliques navarraises d’Eugui, de Valcarlos et d’Aezkoa alors en activité depuis 250 ans.
À l'entrée nord du village de Banca subsistent les vestiges d'une exploitation métallurgique avec son haut fourneau. Le canal d'amenée qui le surplombe, alimenté par les eaux de la Nive captées en amont, entraîne une roue et une machine soufflante injectant l'air à la base du haut fourneau au moyen de deux tuyères. Le bâtiment adjacent, toujours surplombé par le canal, abrite des feux de forge et des marteaux pour transformer la fonte en fer et une fenderie pour fendre les barres de fer.
En 1555, la mine de cuivre, dont l’origine est attribuée aux Romains, commence son activité industrielle, suivie en 1647 par celle extrayant et traitant le minerai de fer.
En effet, en avril 1640, Louis XIV accorde au vicomte d'Etchauz — ou d'Eschaud, d'Echaux, d'Eschaud ou encore des Chaux, de la famille de Bertrand d'Eschaud —, sénéchal de Béarn, l'autorisation d'« exploiter des mines de fer et [de] faire construire une forge pour fondre le fer ». La forge d'Etchauz fonctionne pendant plus d'un siècle ; un haut-fourneau y est élevé à la fin du XVIIe siècle par le marquis de Louvois, secrétaire d'État à la Guerre de Louis XIV. La forge subit une nouvelle transformation, puisqu'au milieu du XVIIIe siècle elle approvisionne en canons la marine royale et des compagnies privées. La forge cesse son activité en 1785.
L’exploitation des mines de cuivre est reprise à partir de 1741 par Laurent Beugnière de la Tour, un homme d’affaires suisse,. Le filon, dont trois ramifications sont identifiées, est alors baptisé filon des Trois-Rois.
Les deux activités, traitements du cuivre et du fer, sont grosses consommatrices de bois et leur alimentation dévaste la forêt. L’accord concernant l'exploitation des forêts, conclu par la mine de fer avec la vallée, conduit l’industrie liée au cuivre à cesser son activité en 1767.
L’apogée industrielle des mines de Banca, sur les flancs de la montagne Astoekoria, se situe durant le règne de Louis XV. Elle est atteinte en 1756 ; elle occupe alors 389 ouvriers — dont 13 techniciens allemands — et produit jusqu’à 120 tonnes de cuivre annuellement. Par ailleurs, le minerai de cuivre argentifère d’Ossès est traité à Banca. L’activité de traitement commence à péricliter à la Révolution et l’établissement disparaît après un incendie le 27 juin 1793, provoqué par l'action d'une troupe de 400 personnes de la vallée, menées par un prêtre réfractaire nomme Inda. Alors que la forge de fer avait cessé toute activité en 1786, l'extraction et la métallurgie du cuivre s'arrêtent totalement en 1816 — malgré des travaux de recherche poussés jusqu'à 110 m sous l'orifice du puits — avec la disparition de la Compagnie des Mines de Baïgorry.
En 1825, un haut-fourneau sidérurgique est construit sur le même site, le minerai de fer provenant des mines d’Ustelegi. Les forges de Banca travaillent alors essentiellement pour l’État et fournissent canons et boulets pour la marine, transportés par route jusqu’à Cambo, puis sur la Nive jusqu’à Bayonne. Le haut-fourneau mis en activité entre 1826 et 1828 présente une cuve haute de plus de neuf mètres, pour une capacité journalière de plus de quatre tonnes de fonte et annuelle d'un millier de tonnes, soit, une fois affinées, 600 tonnes de fer.
Peu après la moitié du XIXe siècle, les mines de cuivre de Banca reprennent de l’activité et demeurent en exploitation jusqu'en 1894. Le minerai n'est désormais plus traité sur place mais envoyé à Swansea (Pays de Galles).
La technique utilisée à Banca reste archaïque, utilisant le creuset biscayen dont résulte une durée de traitement totale du minerai de deux mois ; il faut attendre 1750 pour voir le creuset du comté de Foix adopté dans la vallée. La faillite de la compagnie en 1861 entraîne la fin de l'industrie sidérurgique de la vallée.
Une dernière initiative sur le site de Banca, cette fois-ci centrée sur le cuivre et l'argent, prend naissance en 1863 lors du rachat de l'établissement et de la concession minière par la banque stéphanoise Girard, Nicolas et Compagnie. Le minerai extrait est constitué de deux tiers de chalcopyrite et d'un tiers de cuivres gris argentifères, toujours traités à Swansea. L'apogée de la production est atteint en 1870 avec une centaine de tonnes transférées au Pays de Galles. Cette année-là, la teneur en argent s'élève à 9 kg par tonne de minerai enrichi, soit près de 1 %, pour des teneurs en cuivre comprises entre 9 % et 17 %.
La production décline à partir de 1878 et l’activité cesse en 1893.
De 1908 à 1910, la Compagnie des Mines d'Ossès et de Banca tente plusieurs dénoyages du puits du filon des Trois-Rois. Le pompage s'interrompt à la profondeur de 42 m, limité par la capacité de la pompe électrique. Les tentatives postérieures et les sondages menés à partir des années 1940 et jusqu'en 1978, par Georges Vié dans un premier temps puis par la société Penarroya démontrent que les discontinuités des minéralisations, malgré de riches teneurs, condamnent économiquement l'activité minière et métallurgiques du site de Banca.

### Économie contemporaine
L’économie agricole de la vallée est reconnue depuis la fin du XXe siècle sous le vocable montagne basque et est dominée par l’élevage et la polyculture.
L'élevage du porc pie noir du Pays basque est une activité en plein renouveau dans la vallée de Baïgorry, sous l'impulsion de l'institut technique du porc (ITP). La coopérative Belaun — du nom d’un col qui unit la vallée du Baztan à celle des Aldudes — existe depuis 2010 pour favoriser l’implantation de jeunes agriculteurs et privilégier l’élaboration locale de produits fabriqués à partir de ressources de la vallée. Au début du XXIe siècle, le cheptel ovin de la vallée constitue le troupeau le plus important du département et la vallée fait partie de la zone d'appellation de l'ossau-iraty. La fromagerie Hor Dago, la seule de la vallée en 2013, a ouvert ses portes à Urepel en novembre 2013.
La société Onetik achète et collecte les laits crus et réfrigérés auprès des éleveurs de la haute vallée des Aldudes pour la fabrication du Bleu des Basques.
L’élevage bovin, avec près de 6 500 têtes en 2002, est orienté vers la production de viande.
La particularité de la zone réside en l’importance des terres collectives représentant près d'un tiers de la superficie du canton. Elles sont gérées par la commission syndicale de la vallée de Baïgorry depuis 1838,.
La commune d’Aldudes accueille la société Ets Pierre Oteiza (charcuterie artisanale) qui fait partie, en 2015, des cinquante premières entreprises agroalimentaires du département.
Enfin, une pisciculture est en activité sur la route d'Urepel.
La vallée appartient également partiellement à la zone de production du vignoble d'Irouléguy (Anhaux, Ascarat, Irouléguy, Lasse et Saint-Étienne-de-Baïgorry), AOC depuis 1970.
Au XIIIe siècle, les moines augustins de Roncevaux possèdent déjà un important vignoble dans la vallée de Baïgorry. Le relief montagneux oblige alors les moines à planter en terrasses sur les pentes de l'Arradoy et du Jara, l'objectif premier étant de ravitailler en vins les pèlerins passant par le Camino francés en direction de Saint-Jacques-de-Compostelle.

## Culture locale et patrimoine

### Lieux et monuments
La vallée compte plusieurs monuments répertoriés à l'inventaire des monuments historiques ainsi que des objets répertoriés au même inventaire.
Les monuments qui font l'objet d'une protection retracent les grandes périodes historiques de la vallée, depuis les dolmens d'Artxuita et d’Arrondo d'Irouléguy jusqu’aux mines de cuivre de Banca et la redoute de Lindus, qui date de 1813-1814 à la fin de la guerre d'indépendance espagnole, en passant par les vieilles demeures d’Anhaux — les maisons Jauregia (XIVe et XVIIe siècles), Laxaga (XVe et XVIIe siècles) et la ferme Eiherartia (1730) —, les stèles discoïdales d’Irouléguy, ou les églises et chapelles de chacun des villages.
Le château d'Etchaux actuel, dont il demeure des parties datant du XVIe siècle, a été le siège du tenant du fief de Baïgorry, créé en 1033 par Sanche le Grand.

### Patrimoine naturel
Le village d’Aldudes ainsi que le hameau d'Esnazu font l’objet d’une inscription en tant que monuments naturels par l’arrêté du 17 mars 1943. De son côté, l’ensemble « parc, château et vieux pont sur la Nive » de Saint-Étienne-de-Baïgorry est inscrit depuis le 8 août 1944 et le hameau d’Hurdos bénéficie d'un arrêté d’inscription qui date du 26 octobre 1945.

#### Espaces naturels recensés
La zone importante pour la conservation des oiseaux (ZICO) nommée vallée et massif des Aldudes, col de Lindux, couvre 71 % du territoire d’Aldudes, 49 % de celui de Banca, 57 % de celui de Saint-Étienne-de-Baïgorry et 60 % de celui d’Urepel. Le Pic noir (Dryocopus martius) et le Pic à dos blanc (Dendrocopos leucotos) y nichent. Outre des milliers de palombes (Columba palumbus) à la fin de l'été, elle accueille également diverses espèces de rapaces, tels le Milan royal (Milvus milvus), le Busard des roseaux (Circus aeruginosus), le Busard Saint-Martin (Circus cyaneus)), le Busard cendré (Circus pygargus) et la Buse variable (Buteo buteo). La Cigogne noire (Ciconia nigra) y est également recensée.

Spécimens de la faune aviaire de la vallée des Aldudes.
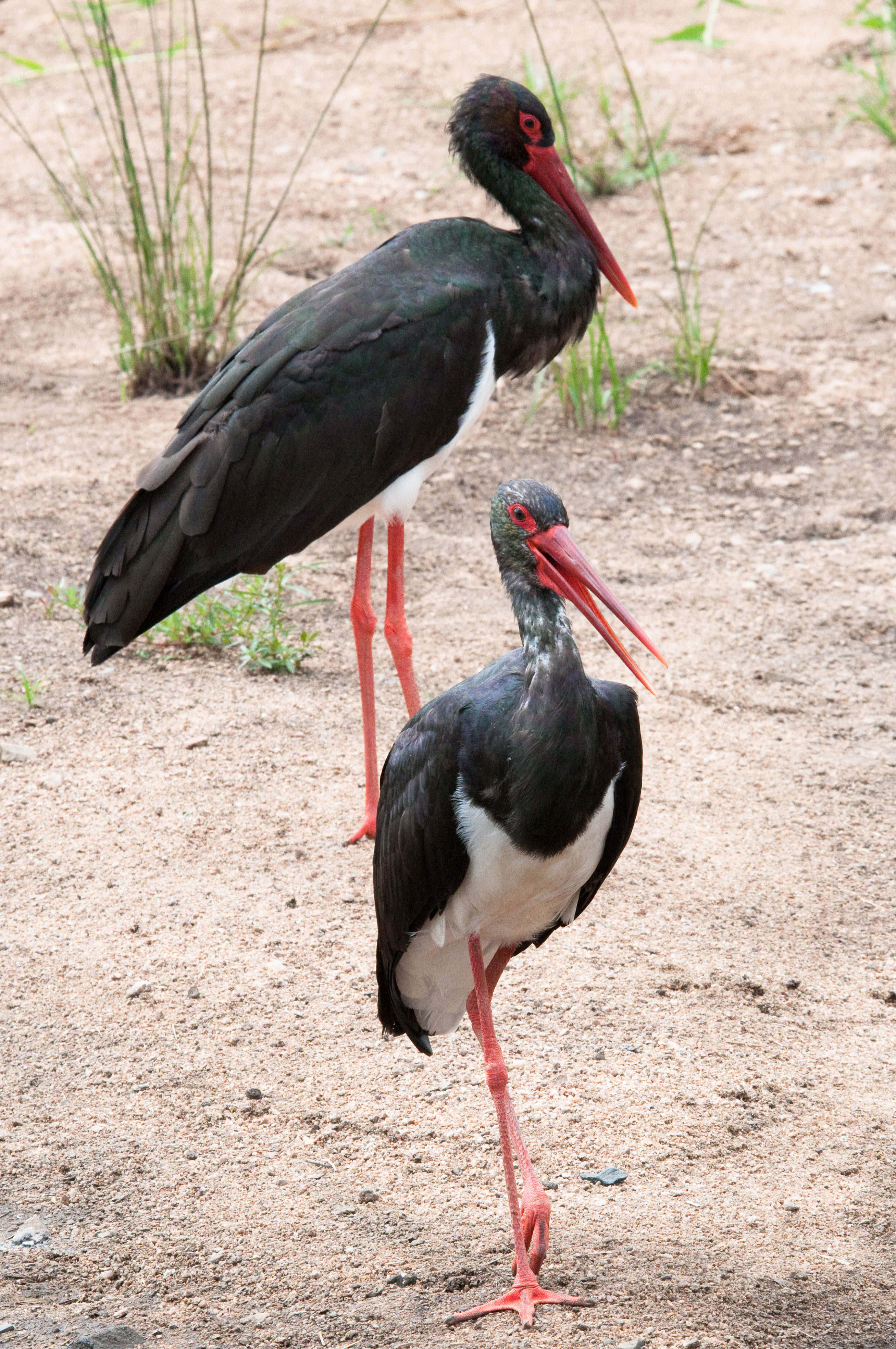
Cigogne noire.
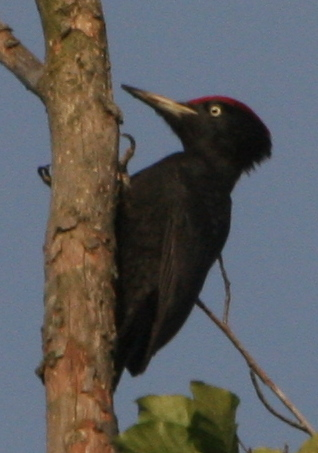
Pic noir.
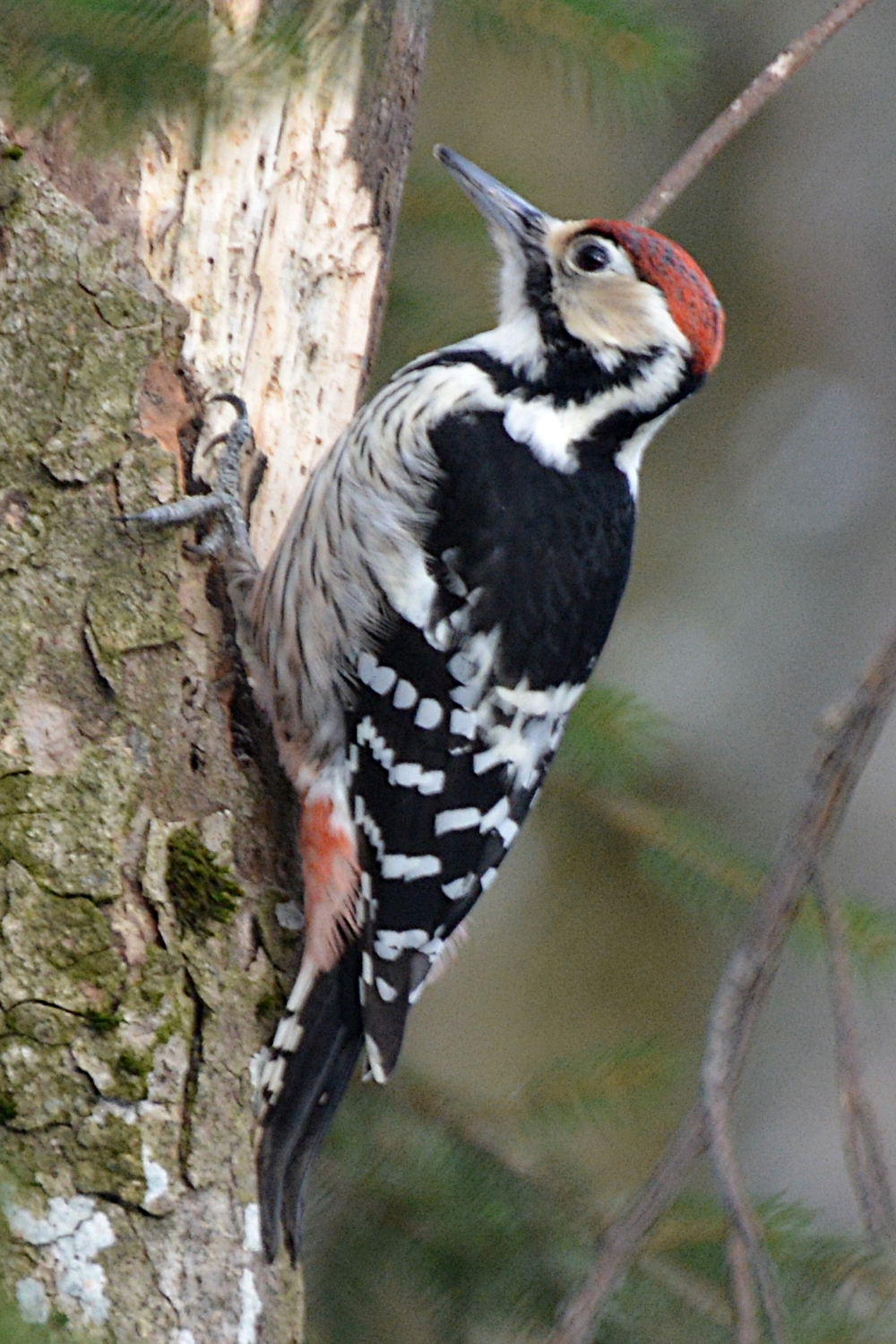
Pic à dos blanc
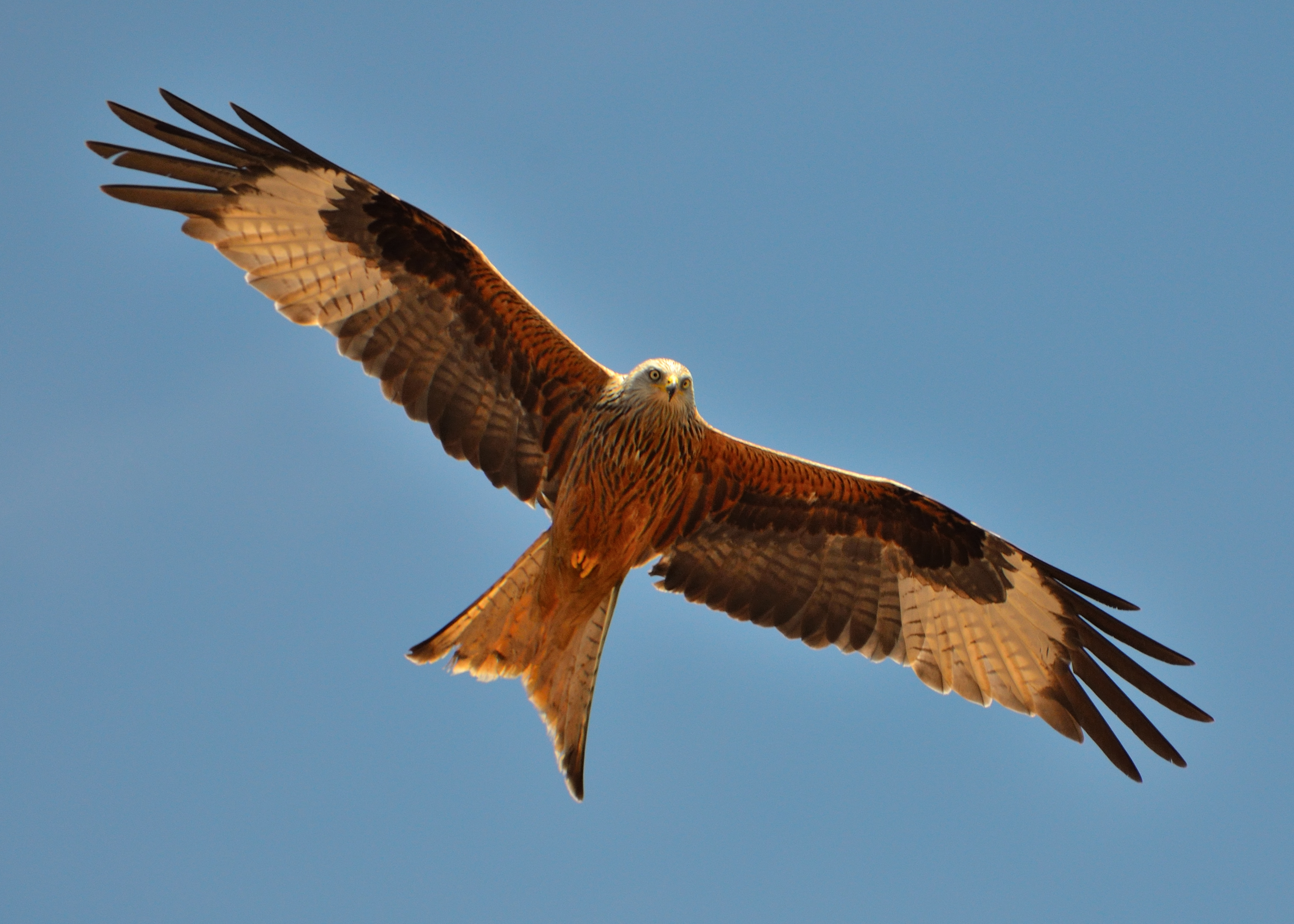
Milan royal.
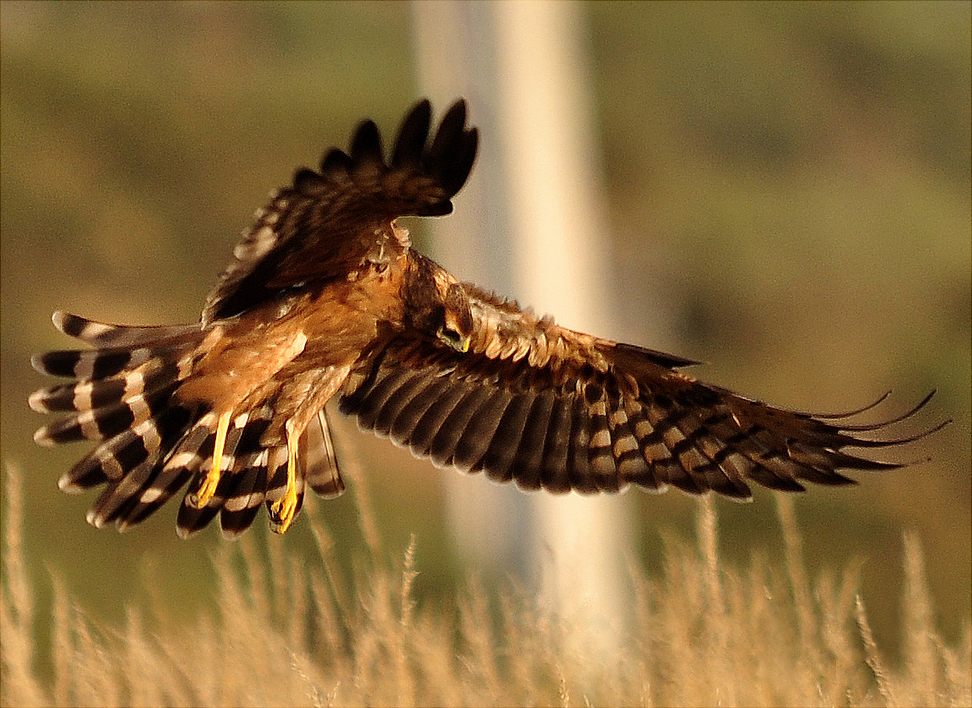
Busard cendré.
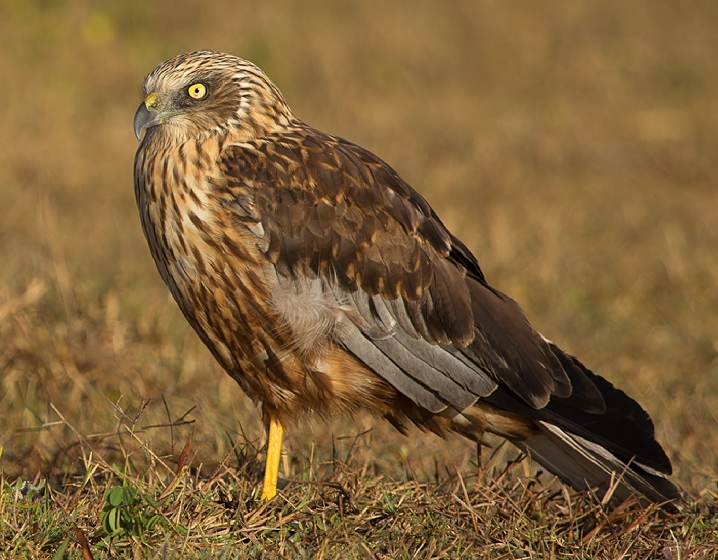
Busard des roseaux.
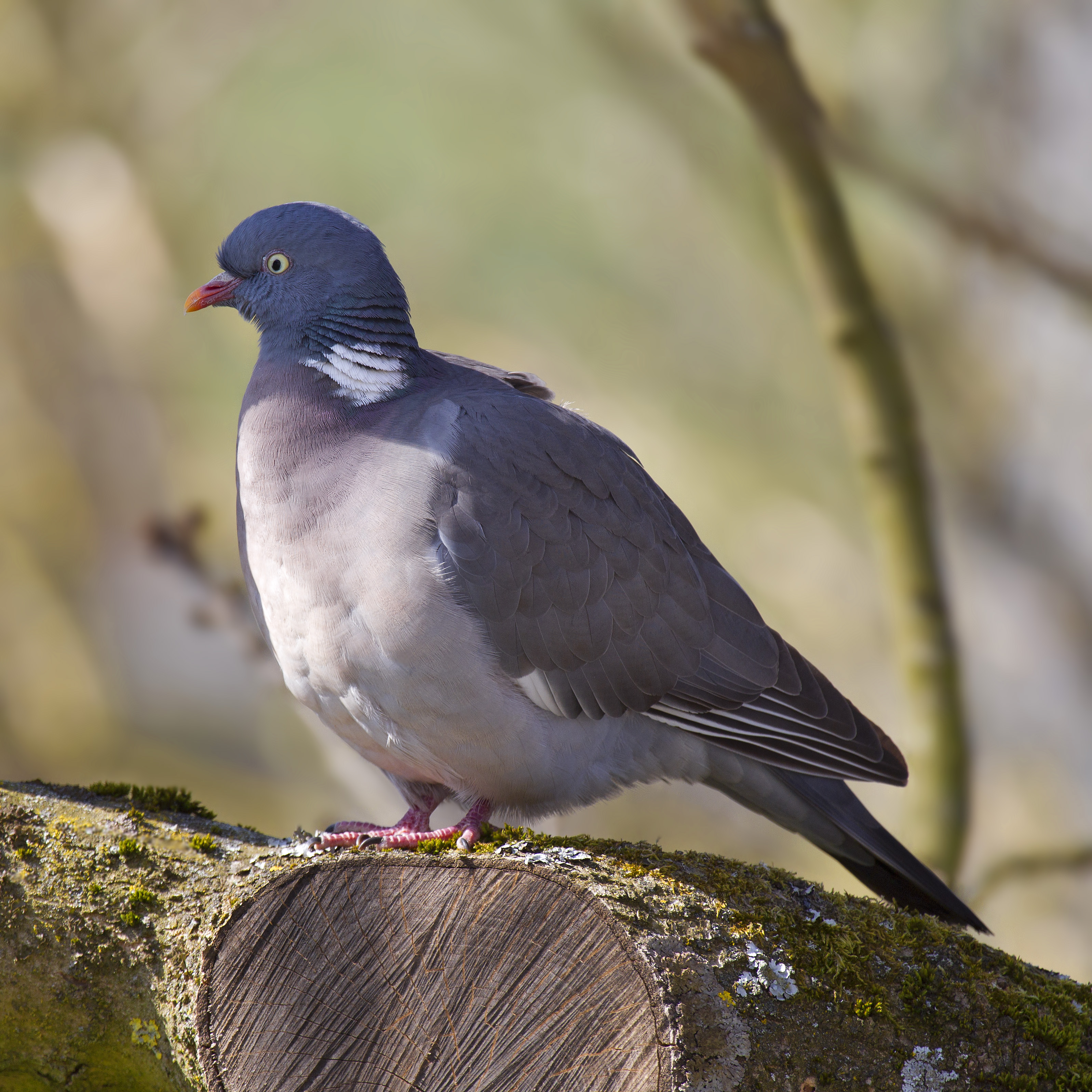
Palombe.

La vallée présente partiellement un intérêt écologique reconnu par un classement en zone naturelle d'intérêt écologique, faunistique et floristique (ZNIEFF) de type I appelée Milieux tourbeux d'Elhorrieta et d'Elhorriko Kaskoa. Ce biotope couvre 13 ha situés entre 660 et 860 m d'altitude et fait l’objet d’une protection au titre de loi du 9 janvier 1985 relative au développement et à la protection de la montagne, dite « loi Montagne » et de la directive de l'Union européenne 92/43/CEE concernant la conservation des habitats naturels ainsi que des espèces de la faune et de la flore sauvages, plus généralement appelée « directive habitats ». Selon les critères de la ZNIEFF, l’écosystème présente deux catégories d'intérêts, l’une étant patrimoniale et la seconde fonctionnelle.
Du point de vue floristique, le milieu tourbeux considéré recèle 10 espèces de sphaignes dont 3 très rares ; selon un relevé effectué en 1993, on trouve en particulier comme espèces déterminantes la Sphagnum fallax, la Sphagnum molle et la Sphagnum quinquefarium aux côtés de la Bruyère de Saint-Dabeoc (Daboecia cantabrica), de la Drosera à feuilles rondes (Drosera rotundifolia) et de la Narthécie des marais (Narthecium ossifragum).
En ce qui concerne l’intérêt fonctionnel du site, il présente naturellement un rôle de régulation hydraulique et de protection contre l'érosion des sols.

Spécimens de la flore du milieu tourbeux d'Elhorrieta et d'Elhorriko Kaskoa.
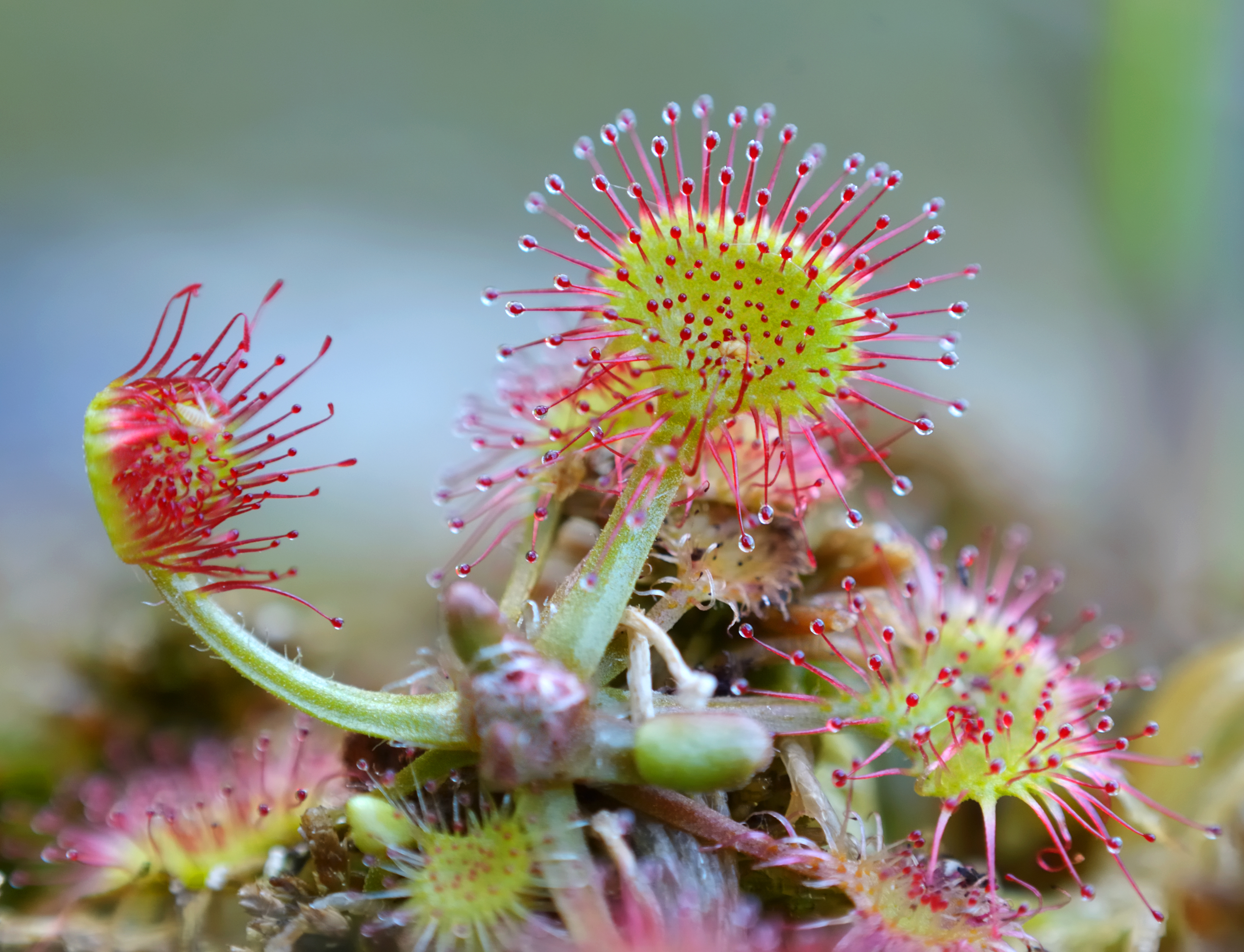
Drosera à feuilles rondes.
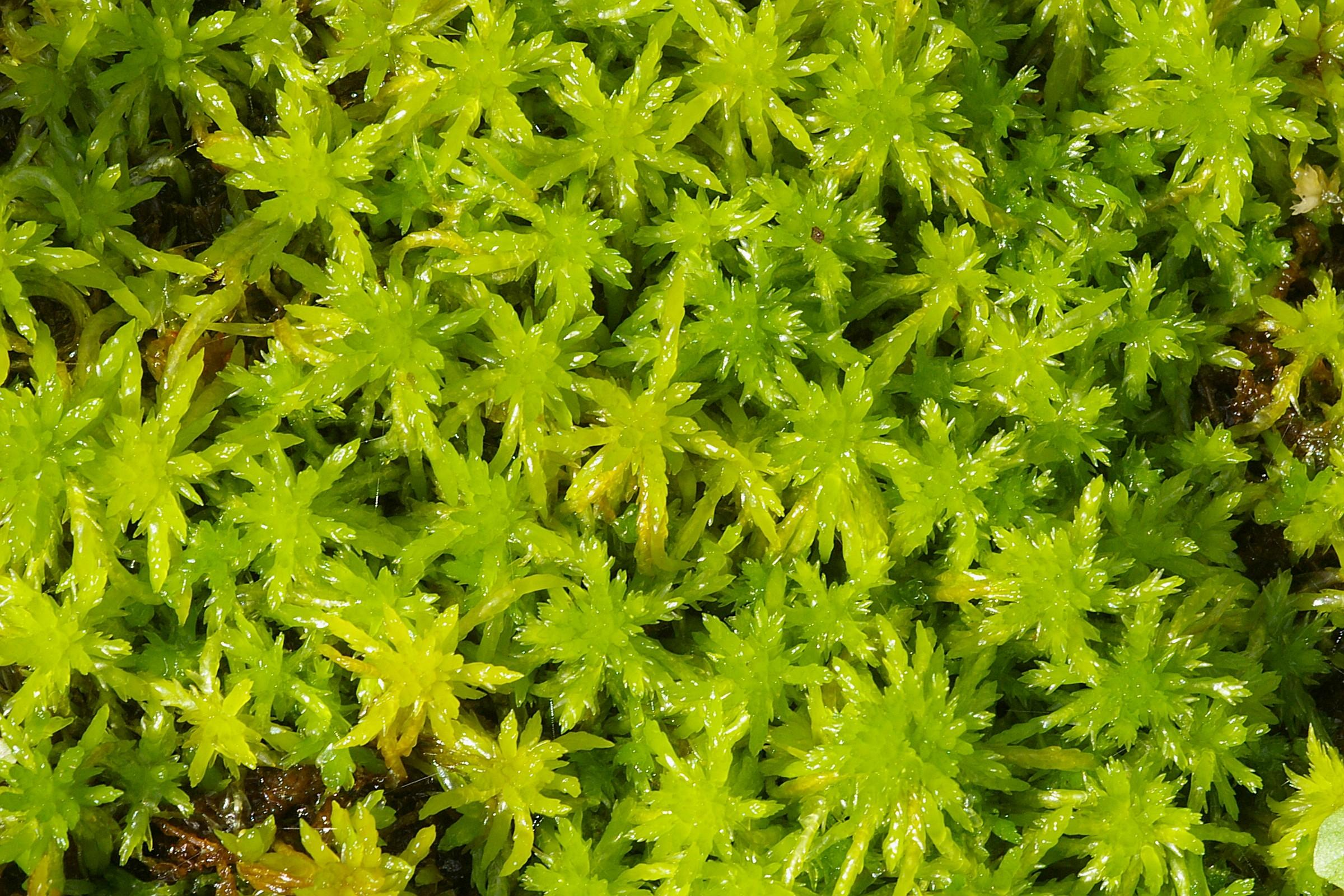
Sphagnum fallax.
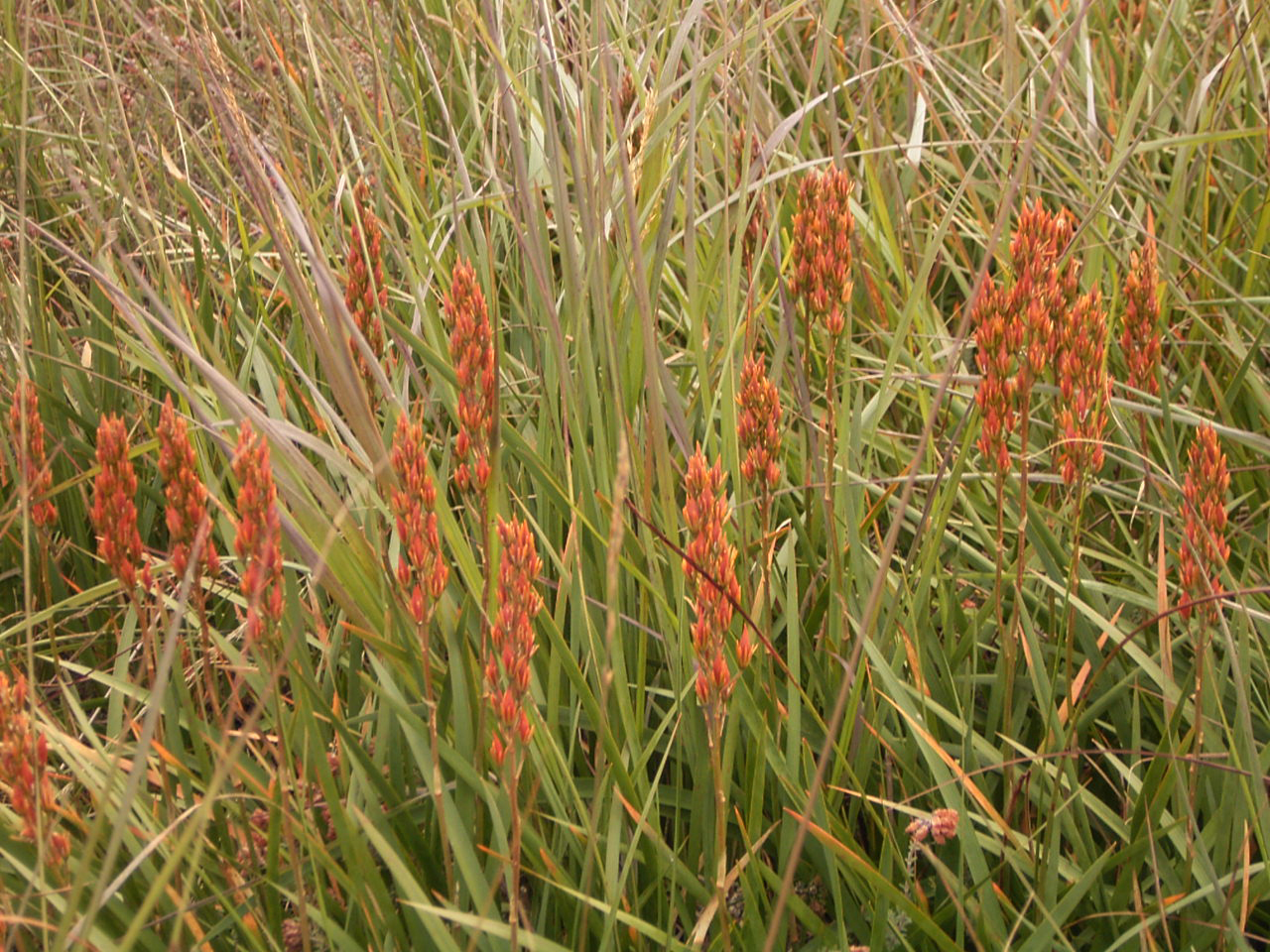
Narthécie des marais.

### Personnalités liées à la vallée de Baïgorry
Georges Lacombe, né le 31 janvier 1879 à Orthez et mort en juillet 1947 à Paris, est un linguiste, bascologue et académicien basque français de langue basque et française. À la veille de la Première Guerre mondiale, il prépare avec l'aide de Jean Etchepare, un doctorat en Lettres sur le dialecte des Aldudes.
- Bertrand d'Eschaud, né à Saint-Étienne-de-Baïgorry en 1556 ou 1557 et mort en 1641, est un prélat successivement évêque de Bayonne (1599-1617), puis archevêque de Tours (1617-1641), prélat-commandeur du Saint-Esprit, premier aumônier du roi Henri IV, dont il est parent, puis de Louis XIII.
- Manex Souhorcoa, né à Banca et mort en 1784, est un pelotari dont la stèle est conservée au musée basque et de l'histoire de Bayonne[EG 7].
- Jean Isidore Harispe, né à Saint-Étienne-de-Baïgorry en 1568 et mort en 1855 à Lacarre, est un militaire et homme politique, élevé à la dignité de maréchal de France le 11 décembre 1851 par le président Louis-Napoléon Bonaparte, puis sénateur sous le Second Empire.
- Inda, dit Perkain, né à Aldudes, est un pelotari célèbre de la fin du XVIIIe siècle, dont la renommée et un épisode de 1793 ont justifié l’écriture de l’opéra Perkain le Basque, drame lyrique de Pierre-Barthélemy Gheusi et Jean Poueigh[96].
- Jean Iraçabal, né en 1851 à Anhaux et mort en 1929 (inhumé à Saint-Étienne-de-Baïgorry), est un militaire français.
- Michel Olçomendy, né en 1901 à Saint-Étienne-de-Baïgorry et mort à Singapour en 1977, est le premier archevêque de Singapour, en 1972.
- Pierre Narbaitz, né en 1910 à Ascarat et mort en 1984 à Cambo-les-Bains, est un historien, écrivain et académicien basque français de langues basque et française.
- Fernando Aire Etxart dit Xalbador, né le 19 juin 1920 et mort le 7 novembre 1976 à Urepel, est un bertsolari célèbre[EG 22].
- Philippe Bidart, né en 1953 à Saint-Étienne-de-Baïgorry, est un chef historique de l'organisation révolutionnaire basque Iparretarrak.
- Pascal Mazzotti, né en 1923 à Saint-Étienne-de-Baïgorry et mort en 2002 à Saint-Ouen-l'Aumône, est un comédien français.
- Jean Haritschelhar, né en 1923 à Saint-Étienne-de-Baïgorry et mort en 2013 à Biarritz, est un universitaire, politicien, chercheur en littérature et académicien basque. Ancien maire de la commune de 1971 à 1980.

## Pour approfondir